# Aniche
Aniche est une commune française située dans le département du Nord, en région Hauts-de-France.
La commune, située dans le bassin minier du Nord-Pas-de-Calais, a longtemps vécu de l'exploitation du charbon : quatorze puits de mine furent creusés sur son territoire, onze par la Compagnie des mines d'Aniche, trois par la Compagnie des mines d'Azincourt mais aussi de la fabrication du verre avec neuf verreries implantées sur son territoire.

## Géographie

### Localisation
Aniche est une ville située au cœur de la région de l'Ostrevent, dans la vallée de la Scarpe et dans le bassin minier du Nord-Pas-de-Calais et qui jouxte par le dud Somain.
Elle est à 136 km à vol d'oiseau au dud-est de Douai, 35 km au sud-ouest de Lille, à 20 km au nord de la frontière franco-belge et 32 km de Tournai, 10 km à l'ouest de Denain et 19 km de Valenciennes, et 18 km au nord de Cambrai.
Elle est traversée par le sentier de grande randonnée de pays GRP du Bassin minier Nord-Pas-de-Calais.
La commune se trouve dans l'aire d'attraction de Douai et dans sa zone d'emploi, ainsi que dans l'Unité urbaine de Valenciennes (partie française) et dans le bassin de vie de Somain.

### Communes limitrophes
Les communes limitrophes sont  Abscon, Auberchicourt, Bruille-lez-Marchiennes, Somain et Émerchicourt.
| Auberchicourt | Bruille-lez-Marchiennes | Somain   |
| Auberchicourt | Aniche                  | Abscon   |
| Émerchicourt  | Émerchicourt            | Mastaing |

### Géologie et relief
La superficie de la commune est de 6,52 km2 ; son altitude varie de 26  à   71 mètres.

### Hydrographie

#### Réseau hydrographique

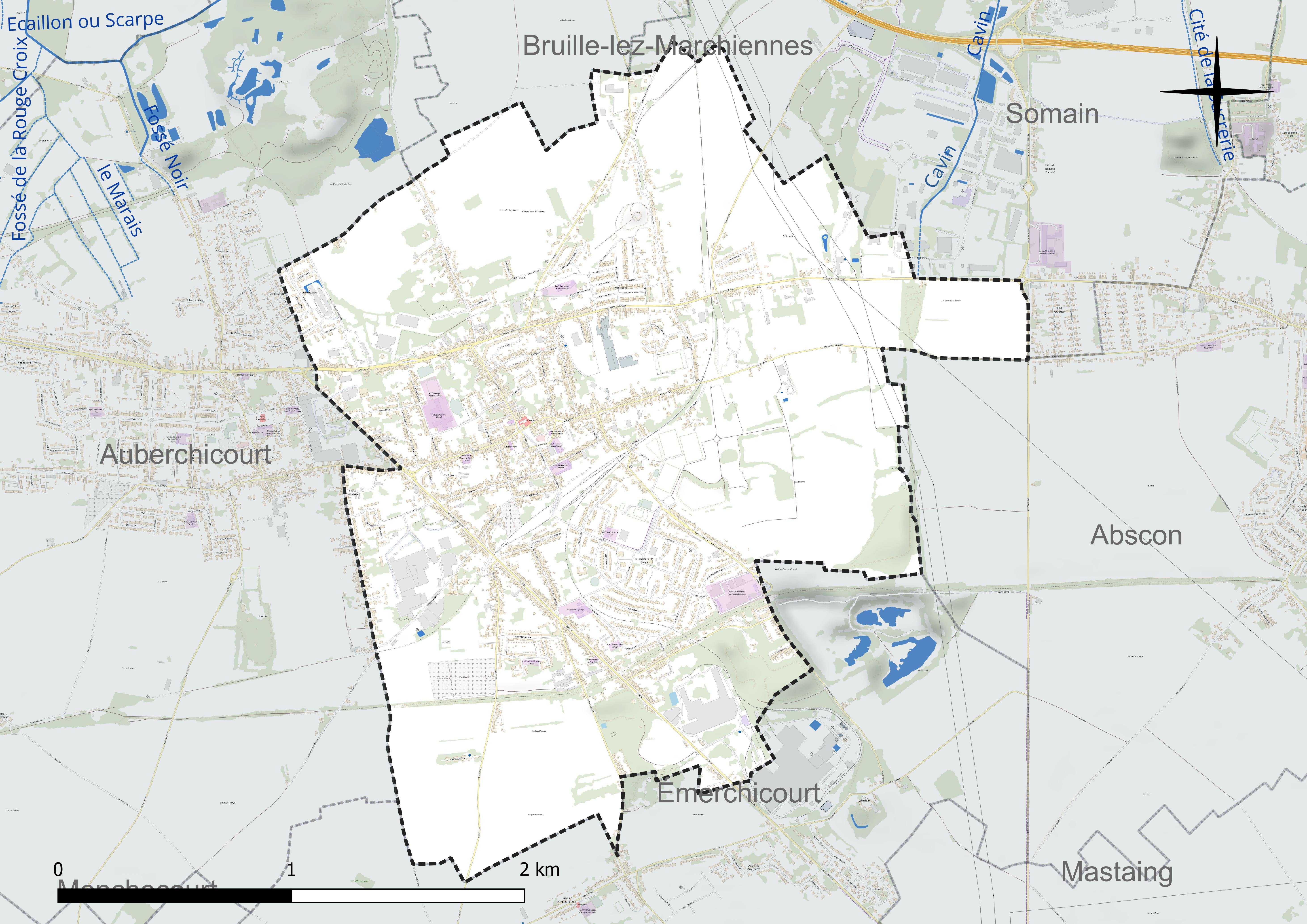
Réseau hydrographique d'Aniche.

La commune est située dans le bassin Artois-Picardie.
Aniche est située dans la vallée de la Scarpe. La ligne de partage des eaux lentre les vallées de la Scarpe et de l'Escaut se situe à la limite Sud avec Émerchicourt à hauteur de la motte castrale d'Hasencort, de la verrerie Saint-Gobain. Dans le bas d'Aniche la rue Apollinaire-Gaspart s'appelait auparavant la rue du Marais, marais situé aux limites Nord-Ouest avec Auberchicourt.
Elle est drainée par le Cavin,.

#### Gestion et qualité des eaux
Le territoire communal est couvert par le schéma d'aménagement et de gestion des eaux (SAGE) « Scarpe aval ». Ce document de planification concerne un territoire de 624 km2 de superficie, délimité par le bassin versant de la Scarpe aval, comprenant la Pévèle, la plaine de la Scarpe et le bassin minier avec l'Ostrevent. Le périmètre a été arrêté le 18 mars 1997 et le SAGE proprement dit a été approuvé le 12 mars 2009, puis révisé le 5 juillet 2021. La structure porteuse de l'élaboration et de la mise en œuvre est le parc naturel régional Scarpe-Escaut.
La qualité des cours d'eau peut être consultée sur un site dédié géré par les agences de l'eau et l'Agence française pour la biodiversité.

### Climat
Pour des articles plus généraux, voir Climat des Hauts-de-France et Climat du Nord.
En 2010, le climat de la commune est de type climat océanique dégradé des plaines du Centre et du Nord, selon une étude du CNRS s'appuyant sur une série de données couvrant la période 1971-2000. En 2020, Météo-France publie une typologie des climats de la France métropolitaine dans laquelle la commune est exposée à un climat océanique et est dans la région climatique Nord-est du bassin Parisien, caractérisée par un ensoleillement médiocre, une pluviométrie moyenne régulièrement répartie au cours de l'année et un hiver froid (3 °C).
Pour la période 1971-2000, la température annuelle moyenne est de 10,5 °C, avec une amplitude thermique annuelle de 14,7 °C. Le cumul annuel moyen de précipitations est de 698 mm, avec 11,6 jours de précipitations en janvier et 9,1 jours en juillet. Pour la période 1991-2020, la température moyenne annuelle observée sur la station météorologique la plus proche, située sur la commune de Douai à 13 km à vol d'oiseau, est de 11,0 °C et le cumul annuel moyen de précipitations est de 729,2 mm,. Pour l'avenir, les paramètres climatiques de la commune estimés pour 2050 selon différents scénarios d'émission de gaz à effet de serre sont consultables sur un site dédié publié par Météo-France en novembre 2022.

## Urbanisme

### Typologie
Au 1er janvier 2024, Aniche est catégorisée centre urbain intermédiaire, selon la nouvelle grille communale de densité à sept niveaux définie par l'Insee en 2022.
Elle appartient à l'unité urbaine de Valenciennes (partie française), une agglomération internationale regroupant 56  communes, dont elle est une commune de la banlieue,,.
Par ailleurs la commune fait partie de l'aire d'attraction de Douai, dont elle est une commune de la couronne,. Cette aire, qui regroupe 61 communes, est catégorisée dans les aires de 50 000 à moins de 200 000 habitants,.

### Occupation des sols

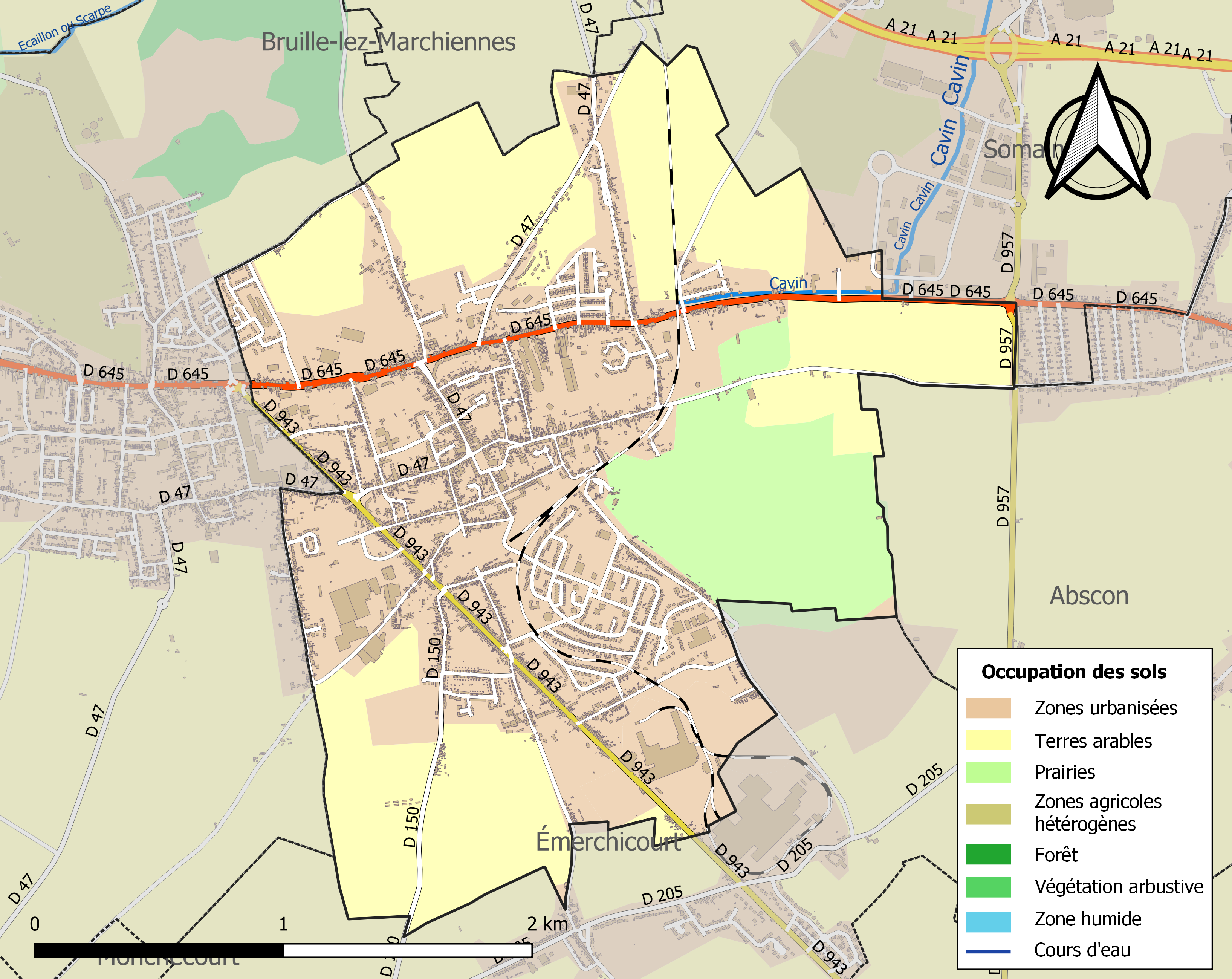
Carte des infrastructures et de l'occupation des sols de la commune en 2018 (CLC).

L'occupation des sols de la commune, telle qu'elle ressort de la base de données européenne d'occupation biophysique des sols Corine Land Cover (CLC), est marquée par l'importance des territoires artificialisés (53,9 % en 2018), en augmentation par rapport à 1990 (48,8 %).
La répartition détaillée en 2018 est la suivante : zones urbanisées (48,6 %), terres arables (34,4 %), prairies (11,7 %), zones industrielles ou commerciales et réseaux de communication (4 %), mines, décharges et chantiers (1,2 %).
L'évolution de l'occupation des sols de la commune et de ses infrastructures peut être observée sur les différentes représentations cartographiques du territoire : la carte de Cassini (XVIIIe siècle), la carte d'état-major (1820-1866) et les cartes ou photos aériennes de l'IGN pour la période actuelle (1950 à aujourd'hui).

### Habitat et logement
En 2021, le nombre total de logements dans la commune était de 4 391, alors qu'il était de 4 299 en 2016 et de 4 157 en 2011.
Parmi ces logements, 90,5 % étaient des résidences principales, 0,5 % des résidences secondaires et 9 % des logements vacants. Ces logements étaient pour 83,7 % d'entre eux des maisons individuelles et pour 16,3 % des appartements.
Le tableau ci-dessous présente la typologie des logements à Aniche en 2021 en comparaison avec celle du Nord et de la France entière. Une caractéristique marquante du parc de logements est ainsi la faible proportion des résidences secondaires et logements occasionnels (0,5 %) par rapport au département (1,8 %) et à la France entière (9,7 %).
| Typologie                                               | Aniche | Nord | France entière |
| ------------------------------------------------------- | ------ | ---- | -------------- |
| Résidences principales (en %)                           | 90,5   | 90,9 | 82,2           |
| Résidences secondaires et logements occasionnels (en %) | 0,5    | 1,8  | 9,7            |
| Logements vacants (en %)                                | 9      | 7,4  | 8,1            |

### Voies de communication et transports
Aniche est reliée à Douai via la ligne A du Bus à haut niveau de service de Douai (BHNS). La commune compte 6 stations dont l'une sert de terminus à la ligne, à proximité du lycée Pierre-Joseph Laurent. Aniche est également desservie par les lignes 18, 19, 106 et 112 du réseau urbain Évéole ainsi que par les lignes 811 (Aniche - Denain), 828 (Émerchicourt - Cambrai) et 851 (Aniche - Villeneuve-d'Ascq) du réseau interurbain Arc-en-Ciel.
La commune était desservie par les transports en commun ferroviaire en gare d'Aniche, aujourd'hui détruite.

### Énergie
Dans les années 2020, le développement d'une centrale solaire photovoltaïque est prévue sur le site de l'ancienne décharge communale sise aux Grands Ruots, rue Jean-Jaurès prolongée, par la société Recy BTP qui souhaite ainsi se diversifier, elle recycle alors les déchets issus de démolitions. Mi-mars 2022, elle acquiert des parcelles à la commune à raison de 21 396 m2 pour un prix de 25 000 €.

## Toponymie
- Le nom d'Aniche (Anic) est cité pour la première fois en 1103 dans une énumération des possessions de l'abbaye de Marchiennes, puis Enice en 1113 ou encore Henice en 1181. C'est en 1219, que le nom Aniche apparaît sous le sceau de Robert, seigneur d'Aniche et d'Auberchicourt.[réf. nécessaire]
- Anik en flamand[16].

## Histoire

### Moyen Âge
- Au début XIIe siècle, l'abbaye de Marchiennes possède l'autel et la dîme qui lui avait été ravie auparavant par Anselme le Barbu, comte d'Ostrevent dont les successeurs s'amendèrent[17][réf. à confirmer].

- En 1209, Baudouin d'Auberchicourt, (Famille d'Auberchicourt), chevalier, renonce aux droits qu'il disait avoir des dîmes d'Aniche.
- En 1219, Robert, sire d'Aniche, rend une sentence au profit de l'abbaye au sujet des terres que lui contestait Jean le Mirail d'Aniche.
- En 1340, durant la guerre de Cent Ans, les Douaisiens, alliés de la France, brûlent le village, considéré comme pro-anglais.

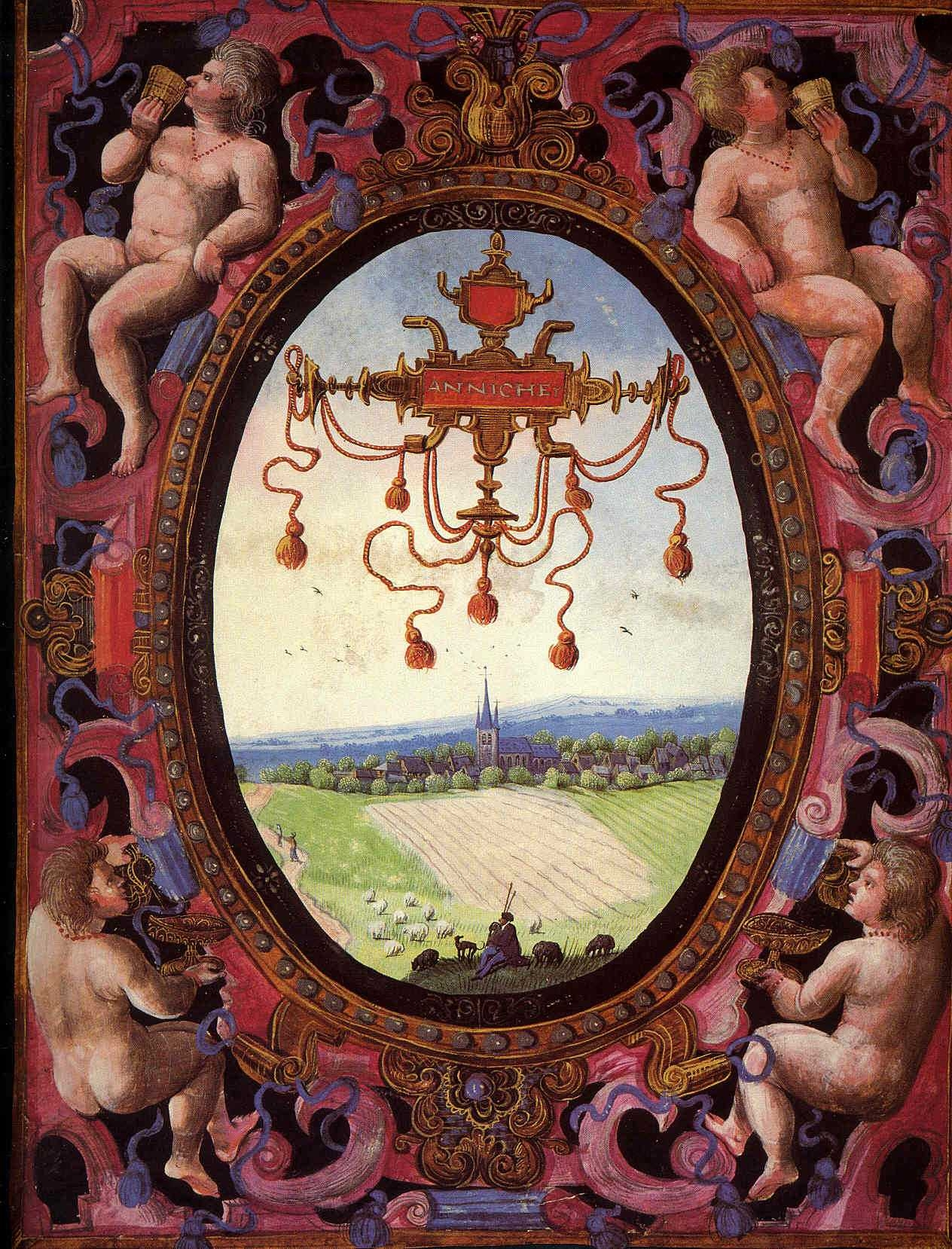
Le cartulaire.

Aniche et Auberchicourt ont longtemps les mêmes seigneurs.[réf. nécessaire]

#### Cartulaire du duc de Croÿ
La gouache (ci-contre) probablement peinte en 1603, figure dans les Albums de Croÿ et fait partie d'un vaste ensemble de peintures topographiques réalisées à la demande du duc Charles de Croÿ : un ovale présentant une vue cavalière du paysage est encadré aux quatre angles de quatre personnages masculins nus ; ceux du haut de face ; ceux du bas de dos. Le médaillon ovale contient un cartouche avec le nom du village, « Anniche », et une représentation du paysage, vu du sud, en fin d'été (cf. champ labouré, feuilles sur les arbres).

### Temps modernes
- Sous Charles Quint, Aniche devient possession du roi d'Espagne (titre inexistant à l'époque) jusqu'au traité de Nimègue en 1678 où la châtellenie de Bouchain retourne au roi de France, Louis XIV.
- En 1686, Eugène de Sainte-Adelgonde, baron de Bours et de Rieulay tient la haute justice en sa terre d'Aniche, en vertu de lettres-patentes d'engagiére.
- En 1778, le 14 mai est découverte de la houille à 136 m de profondeur[18]. Selon d'autres sources, ce fut dans la nuit du 11 au 12 septembre, la découverte du charbon à la fosse Sainte-Catherine[19],[20] va provoquer l'expansion et la transformation du village : la société du Marquis de Traisnel, Claude-Constant Juvénal d'Harville des Ursins, alors possesseur de la seigneurie, devient la Compagnie des mines d'Aniche, seconde compagnie charbonnière de France après celle d'Anzin.

### Époque contemporaine
Après l'ouverture des premières verreries en 1823, Aniche devient dès le milieu du XIXe siècle, la capitale française de l'industrie du verre à vitres et passe de 4 000 à 7 500 habitants en 1900. La Société anonyme des plaques et papiers photographiques Antoine Lumière et ses fils (Lyon) a pour fournisseurs  les Verreries de la Gare, plus connues sous le nom de « Verreries Belotte ».
Une première catastrophe minière a lieu le 7 février 1827 dans la matinée à la fosse Saint-Hyacinthe, un foyer qu'on avait l'habitude d'entretenir a communiqué le feu aux échafaudages d'accès au puits de descente des ouvriers. La fumée se répandit en abondance à l'intérieur de la mine, elle asphyxia 46 ouvriers occupés dans les veines à l'extraction de la houille. Sept jeunes gens et deux pères de familles furent retirés morts. - * : 50° 20′ 04,71″ N, 3° 14′ 43,47″ E Localisation du puits Saint-Hyacinthe
Le 28 octobre 1854 a lieu une autre catastrophe, tuant onze mineurs par un coup de grisou.
Un tremblement de terre est ressenti à Aniche le 27 décembre 1893.
L'attentat d'Aniche se déroule le 4 août 1895.

### Début duXXesiècle
Le 28 novembre 1900, vingt-et-un ouvriers sont tués par l'explosion de 148 kg de dynamite à la fosse Fénelon de la Compagnie des mines d'Aniche. C'est la catastrophe d'Aniche.

Aniche au tout début du XXe siècle
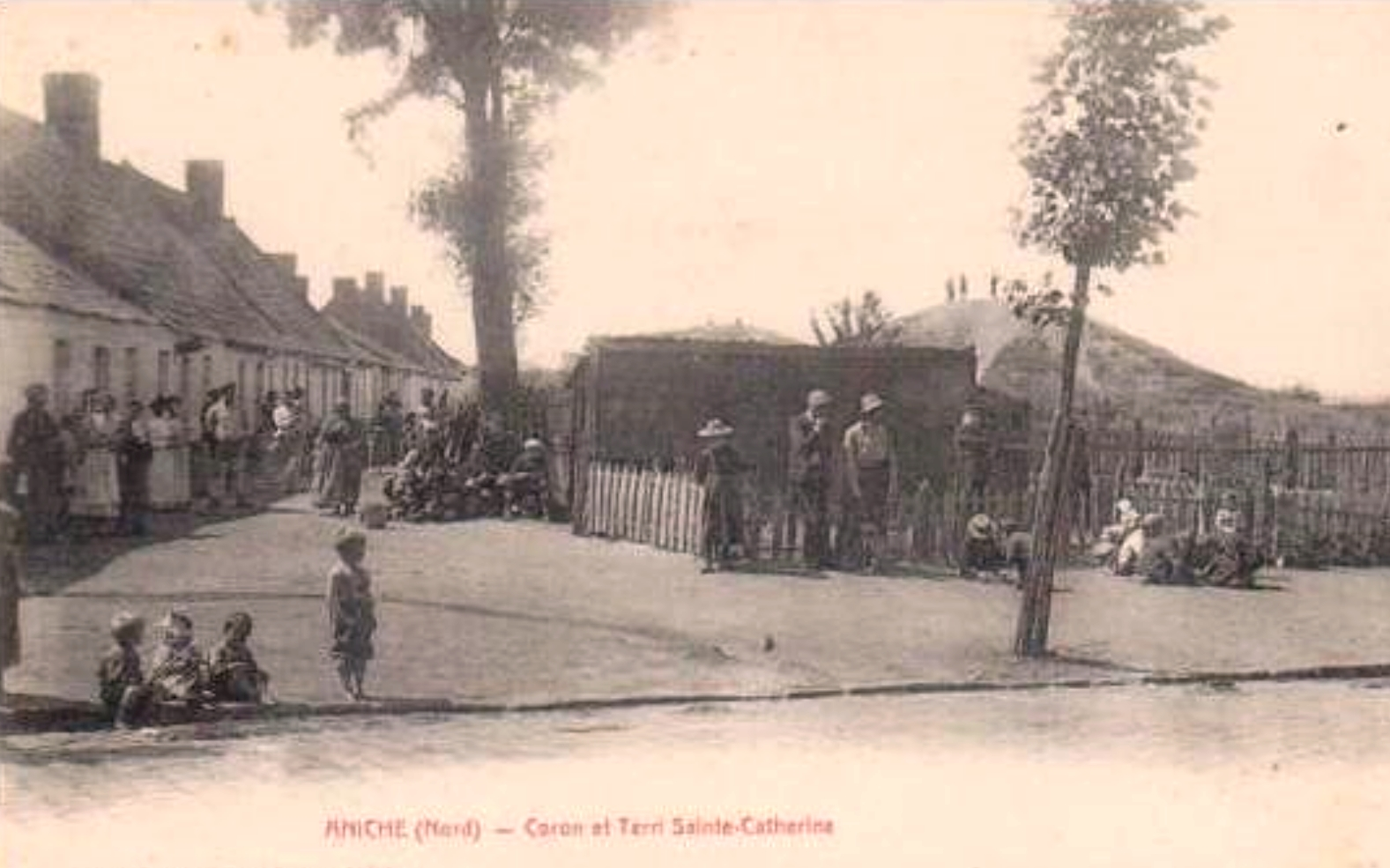
Aniche et le terril Sainte-Catherine.
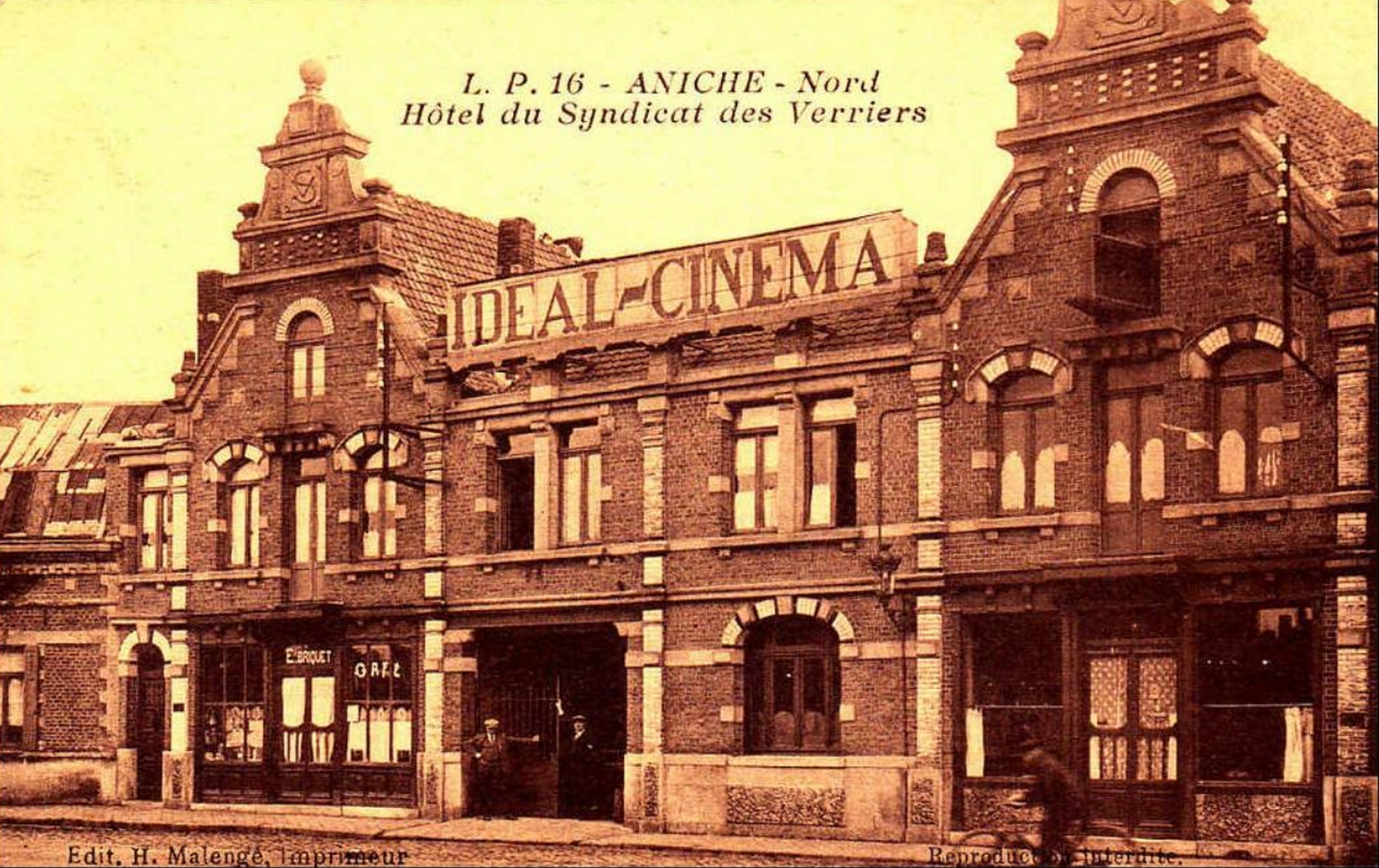
L'Hôtel du syndicat des Verriers/maison du peuple.
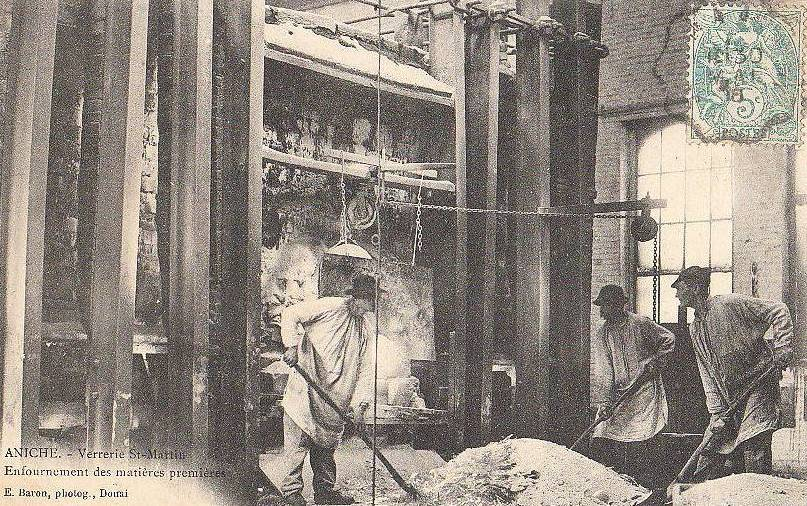
Enfournement des matières à la Verrerie.
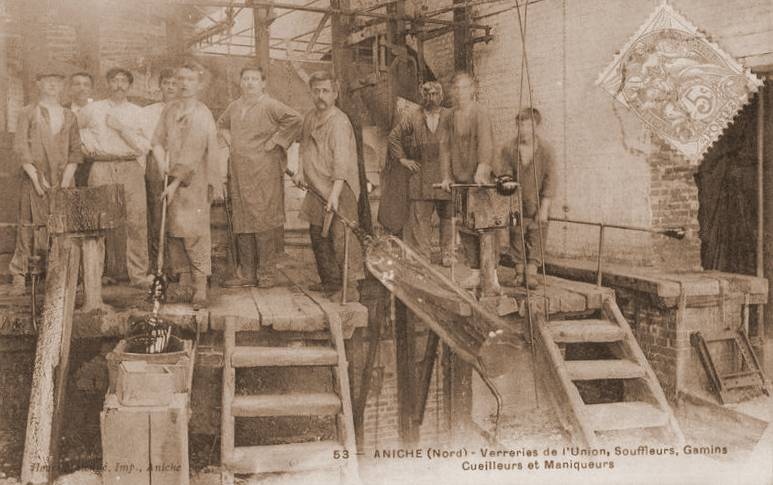
Verrerie de l'union : souffleurs, gamins, ceuilleurs, maniqueurs.
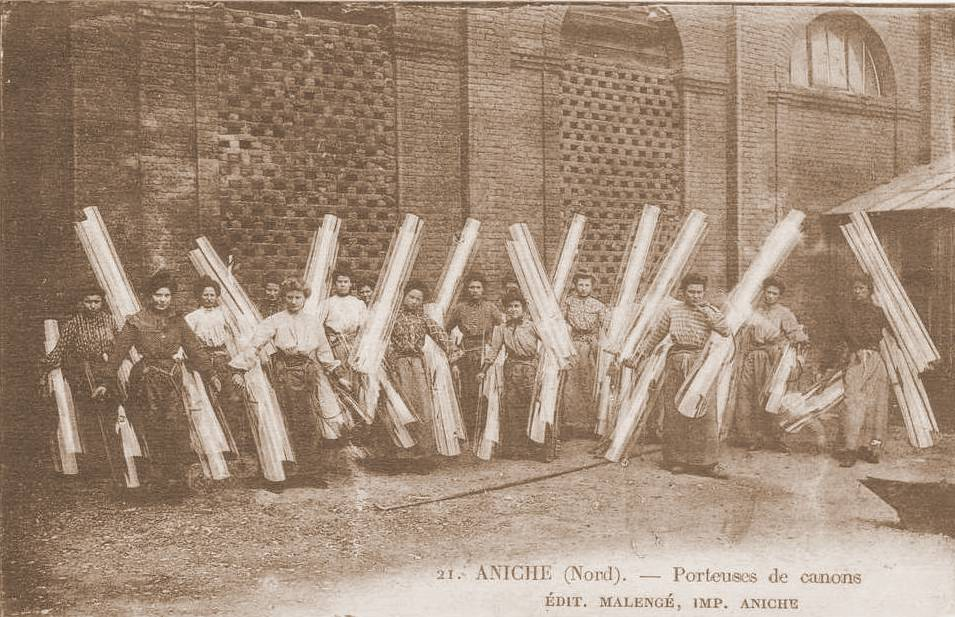
Verrerie : porteuses de 3 canons.
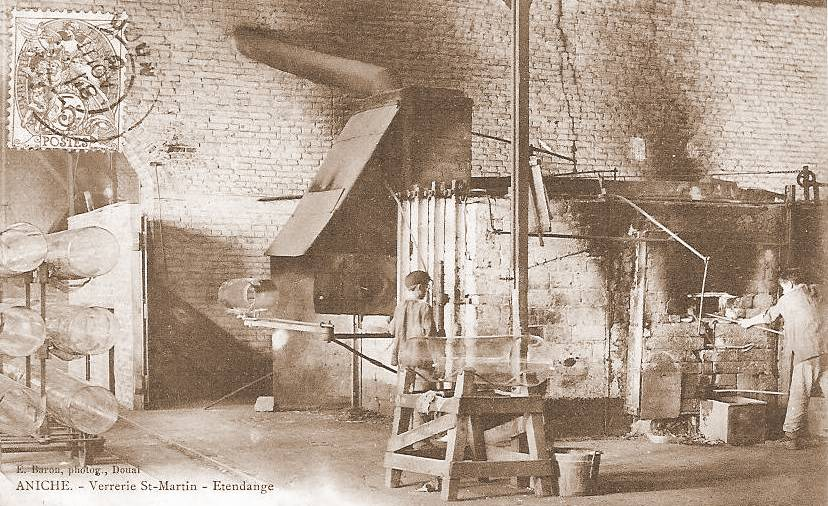
Travail d'enfants à l'étendage de la verrerie St-Martin.

Le 1er août 1914, la France lance l'ordre de mobilisation générale. À Aniche, comme à Lallaing, dans le cadre de la fièvre patriotique, des mineurs refusent de descendre avec les Polonais originaires des territoires allemands et allemands. Certains de ces Polonais demandent à s'engager dans l'armée française.

#### Première Guerre mondiale
La Première Guerre mondiale provoque d'abord un fort ralentissement de l'activité industrielle, puis entraîne la destruction par l'occupant de la majorité des installations avant son départ en octobre 1918, en évacuant par trains les mineurs, qui en signe de résistance chantent La Marseillaise, vers Liège et la destruction du clocher de l'église Saint-Martin.
Du 6 février 1918 au 16 mars 1918 la Jagdstaffel 23 (en) de la Luftwaffe ouvre un terrain d'aviation près de la cité Traisnel avec 22 hangars et des aéroplanes Albatros D.II puis la Jagdstaffel 58 (en) et  Jagdstaffel 36 prendrons le relais jusqu'à l'arrivée de la Royal Air Force le 24 octobre 1918 avec l'arrivée du No. 40 Squadron RAF.
L'occupation dure quarante neuf mois, de septembre 1914 au 20 octobre 1918, lorsque le village est libéré par les forces britanniques. La guerre fait 314 victimes anichoises, 299 au front ou à cause de blessures et 15 victimes civiles.

#### Entre-deux-guerres
L'entre-deux-guerres voit le déclin de l'industrie minière avec l'arrêt de l'exploitation de la dernière fosse en 1938 puis l'arrêt définitif de la glacerie à l'aube de la Seconde Guerre mondiale.
Le 15 août 1930, la ville d'Aniche connait un nouveau soubresaut dans l'opposition entre laïcs et religieux, dans la prolongation de la séparation des Églises et de l'État. La municipalité communiste élue en 1929 a pris un arrêté d'interdiction de toute procession religieuse.Les catholiques décident de réaliser quand même la classique procession du 15 août (assomption de Marie). De violentes bagarres éclatent et un peloton de gendarmerie doit intervenir pour disperser l'affrontement.

#### Seconde Guerre mondiale
Tout comme le reste du bassin minier, la ville est occupée par l'Allemagne nazie en 1940.
Non loin, dans le bassin minier du Nord-Pas-de-Calais a démarré la grève patriotique des cent mille mineurs de mai-juin 1941 a démarré et s'étend à d'autres industries, notamment les verreries. C'est l'un des premiers actes de résistance collective à l'occupation nazie en France et le plus important en nombre, qui se solda par 414 arrestations en 3 vagues, la déportation de 270 personnes, 130 mineurs étant par ailleurs fusillés à la Citadelle d'Arras.

#### Depuis la2deGuerre mondiale
Après-guerre, la commune est aussi au centre de trois événements nationaux, la « bataille du charbon » (1945-1947), suivie des grève des mineurs de 1947 et celles de 1948.

## Politique et administration

### Rattachements administratifs et électoraux

#### Rattachements administratifs
La commune se trouve dans l'arrondissement de Douai du département du Nord.
Elle faisait partie depuis 1801 du canton de Douai-Sud. Dans le cadre du redécoupage cantonal de 2014 en France, cette circonscription administrative territoriale a disparu, et le canton n'est plus qu'une circonscription électorale.

#### Rattachements électoraux
Pour les élections départementales, la commune fait partie depuis 2014 du canton d'Aniche.
Pour l'élection des députés, elle fait partie de la seizième circonscription du Nord.

### Intercommunalité
Aniche était membre de la  communauté de Communes de l'Est du Douaisis (CCED), un établissement public de coopération intercommunale (EPCI) à fiscalité propre créé fin 2000 et auquel la commune a transféré un certain nombre de ses compétences, dans les conditions déterminées par le code général des collectivités territoriales.
En 2006, cette intercommunalité prend le nom de communauté de communes Cœur d'Ostrevent puis, en 2025, se transforme en communauté d'agglomération sous la dénomination de communauté d'agglomération Cœur d'Ostrevent. La commune en est donc membre.

### Tendances politiques et résultats
Lors du premier tour des élections de mars 2014, la liste divers droite de Marc Hémez recueille 43,28 % des suffrages exprimés, contre 39,7 % pour la liste du Parti communiste français de Michel Meurdesoif et 17 % pour la liste socialiste de Jeannine Marquaille. Les votes blancs ou nuls représentent 3,53 %. 
Le second tour se solde par une triangulaire où la liste de Marc Hémez recueille 46,37 % des suffrages exprimés, contre 45,32 % pour celle de Michel Meurdesoif et 8,29 % pour celle de Jeannine Marquaille.
Lors du second tour des élections municipales, la liste DVG menée par l'ancien maire-adjoint Xavier Bartoszek obtient la majorité des suffrages exprimés, avec 1 403 voix	(49,17 %, 25 conseillers municipaux élus dont 6 communautaires), devançant largement les listes menées respectivement par : 

- Michel Meurdesoif  (PCF, 1 132 voix (39,67 %, 7 conseillers municipaux élus dont 1 communautaire) ; 

- Pascal Cléry (RN, 318 voix, 11,14 %, 1 conseiller municipal élu).

Lors de ce scrutin marqué par la Pandémie de Covid-19 en France, 57,15 % des électeurs se sont abstenus
Pascal Cléry quitte en mars 2022 le conseil municipal d'Aniche, moins de deux ans après son élection comme conseiller municipal.

### Liste des maires

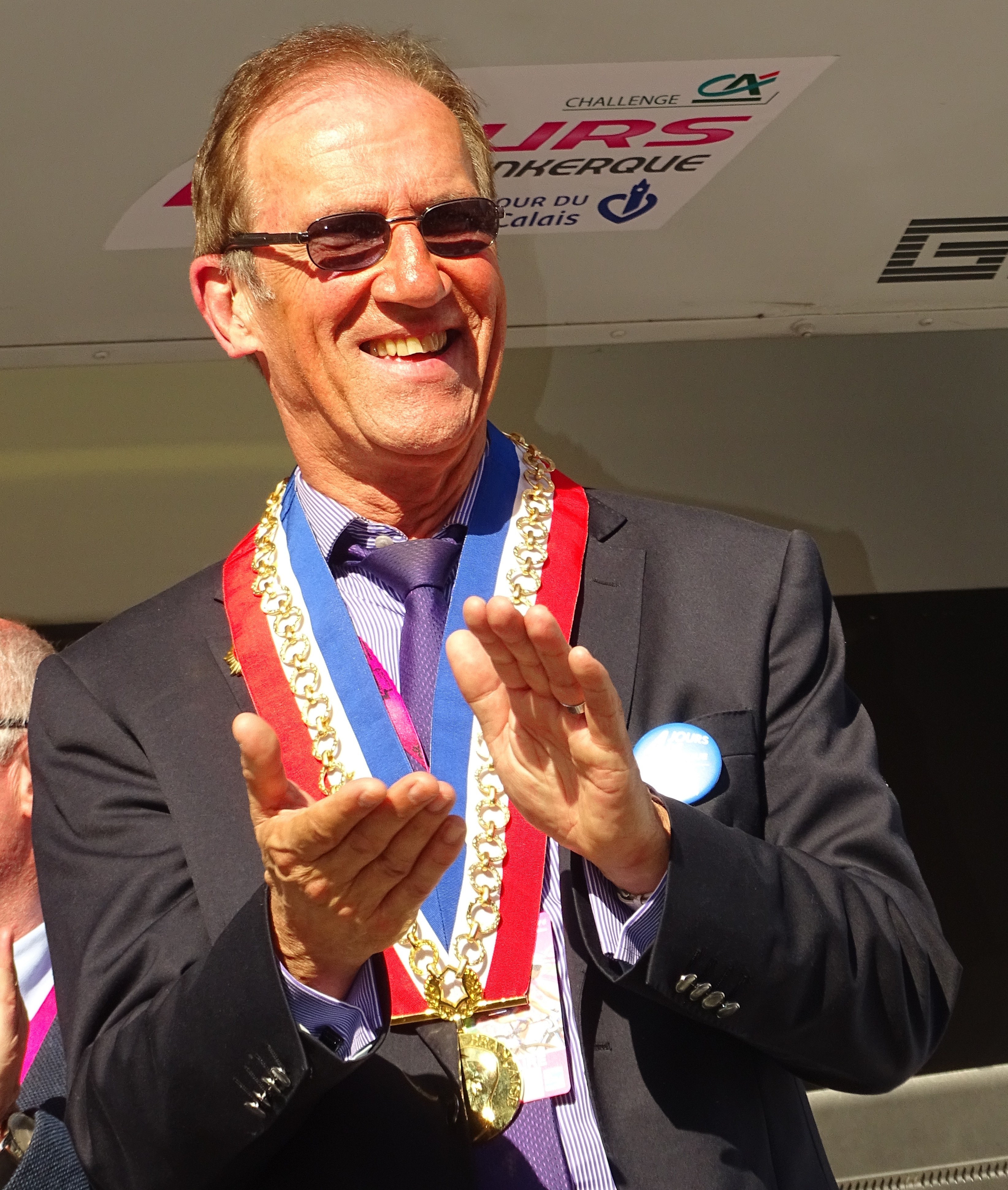
Marc Hémez maire d'Aniche lors de l'arrivée de la deuxième étape des Quatre jours de Dunkerque 2016 à Aniche.

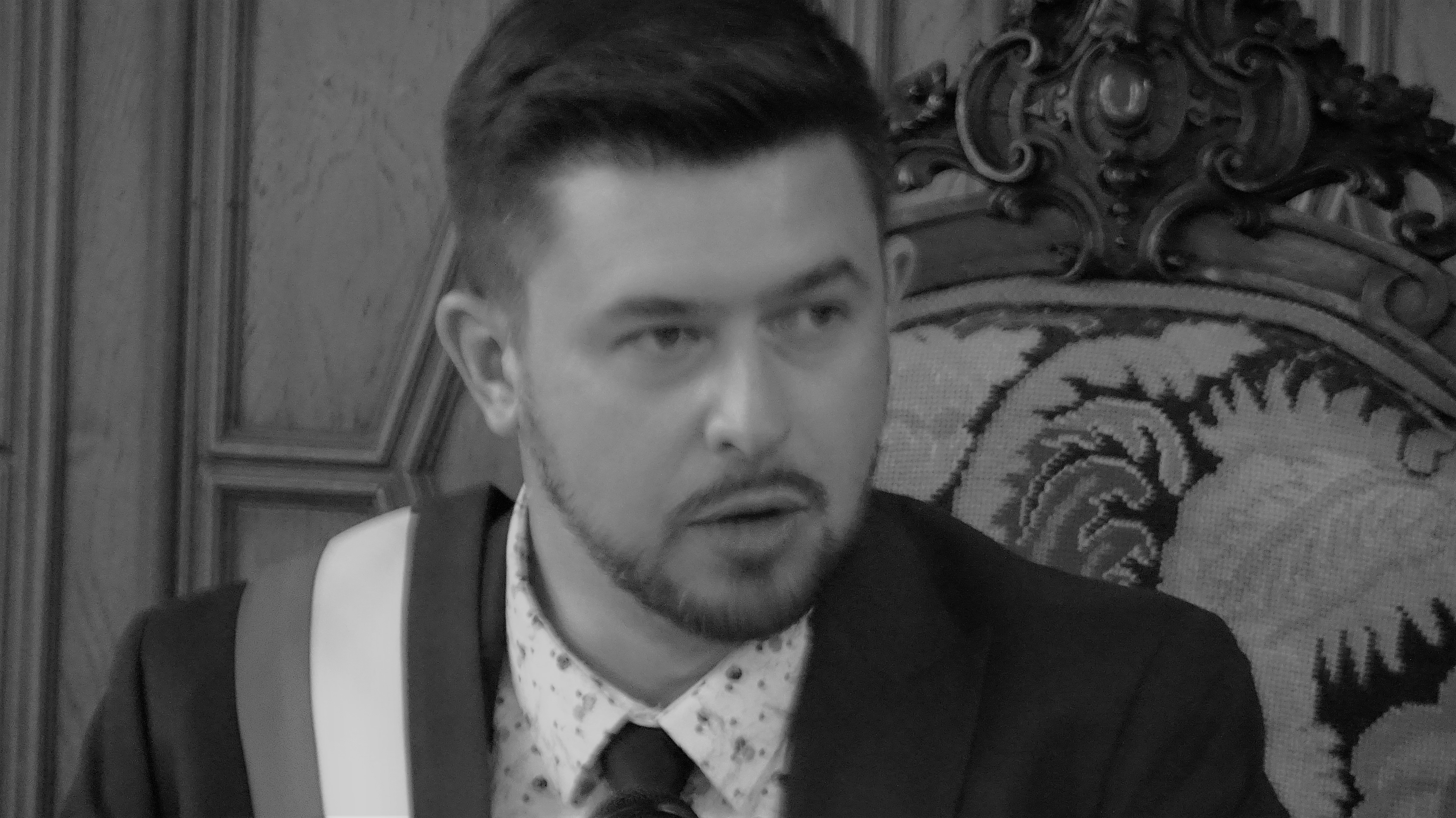
Xavier Bartoszek élu à 34 ans plus jeune maire du Douaisis.

| Période                                  | Période                        | Identité            | Étiquette    | Qualité |
| ---------------------------------------- | ------------------------------ | ------------------- | ------------ | --- |
| Les données manquantes sont à compléter. |                                |                     |              | |
| 1790                                     | novembre 1791                  | Nicolas Quenesson   |              | |
| novembre 1791                            | novembre 1792                  | Philippe Cléry      |              | |
| novembre 1792                            | juin 1795                      | Nicolas Guillemot   |              | |
| juillet 1795                             | juillet 1800                   | Antoine Guillemot   |              | |
| juillet 1800                             | décembre 1817                  | Auguste Lanvin,     |              | Lieutenant, ancien de la campagne d'Italie Chevalier de la Légion d'Honneur |
| février 1818                             | octobre 1824                   | Louis Hayez         |              | |
| novembre 1824                            | décembre 1831                  | Jacques Dubois      |              | |
| décembre 1831                            | mars 1848                      | Édouard Lanvin      |              | |
| mars 1848                                | juillet 1848                   | Adolphe Patoux      |              | |
| août 1848                                | 1854                           | Édouard Lanvin      |              | |
| juillet 1854                             | septembre 1875                 | Adolphe Patoux      |              | |
| novembre 1875                            | janvier 1878                   | Charles Ducret      |              | |
| janvier 1878                             | janvier 1881                   | Alexandre Fogt      |              | |
| janvier 1881                             | mai 1884                       | Charles Ducret      | Républicain  | |
| mai 1884                                 | février 1886                   | Jean Louis Dewez    |              | |
| mars 1886                                | décembre 1886                  | Alexandre Caffeau   |              | |
| décembre 1886                            | novembre 1898                  | Édouard Lefebvre    |              | |
| décembre 1889                            | mai 1900                       | Victor Bastin       |              | Franc-Maçon |
| mai 1900                                 | février 1902                   | Charles Scelles     |              | |
| avril 1902                               | octobre 1910                   | Pierre Bertinchamps |              | |
| novembre 1910                            | novembre 1919                  | Éloi Lanoy          | SFIO         | Ouvrier verrier Conseiller d'arrondissement de Douai-Sud (1910 → 1919) |
| novembre 1919                            | mai 1925                       | Pierre Humez,       | PCF puis USC | Verrier à la Verrerie St-Martin Trésorier de la Chambre syndicale CGT des ouvriers verriers d’Aniche Secrétaire du syndicat CGTU des verriers d’Aniche (1922 → 1925)                                                                                   |
| mai 1925                                 | mai 1929                       | Émile Danchin       |              | |
| mai 1929                                 | mars 1931                      | Louis Pol,          | PCF          | Ouvrier verrier, syndicaliste CGTU Secrétaire de la Caisse de secours unitaire des verriers d’Aniche (1922 → 1935) |
| mars 1931                                | décembre 1932                  | Philippe Descamps   |              | Ouvrier mineur puis cafetier Trésorier de la caisse de secours des Mines d’Aniche Croix de guerre Démissionnaire |
| décembre 1932                            | février 1933                   | Louis Pol,          | PCF          | Ouvrier verrier, syndicaliste CGTU Secrétaire de la Caisse de secours unitaire des verriers d’Aniche (1922 → 1935) |
| février 1933                             | octobre 1939                   | Jules Domisse,      | PCF          | Mineur Administrateur de la Caisse de secours Élu délégué mineur de son puits de travail en 1929 Municipalité suspendue par le Gouvernement Daladier à la suite de la signature du Pacte germano-soviétique Fusillé par les Nazis le 26 septembre 1941 |
| octobre 1939                             | octobre 1941                   | Albert Betrema      |              | Ancien directeur d'école Nommé maire par le préfet Révoqué comme franc-maçon par le Gouvernement de Vichy |
| mai 1942,                                | septembre 1944                 | Gaston Lefort       |              | Souffleur de verre puis cultivateur Membre fondateur de la Société Coopérative Agricole d’Aniche Chevalier du Mérite Agricole en 1954 Nommé président de la délégation spéciale par le Gouvernement de Vichy                                           |
| septembre 1944                           | mars 1959                      | Jean Schmidt        |              | |
| mars 1959                                | mars 1971                      | François Longelin,  | PS           | |
| mars 1971                                | mars 1989                      | Jean Quiquempois    | PS           | Employé aux Houillères nationales |
| mars 1989                                | avril 2014                     | Michel Meurdesoif,  | PCF          | Professeur d'anglais |
| avril 2014                               | juillet 2020                   | Marc Hémez          | DVD          | Retraité de la fonction publique Vice-président de la CC Cœur d'Ostrevent (2014 → 2020) |
| juillet 2020                             | En cours (au 18 décembre 2024) | Xavier Bartoszek    | DVG          | Profession intermédiaire de la santé et du travail social Vice-président de la CA Cœur d'Ostrevent (2020 → ) |

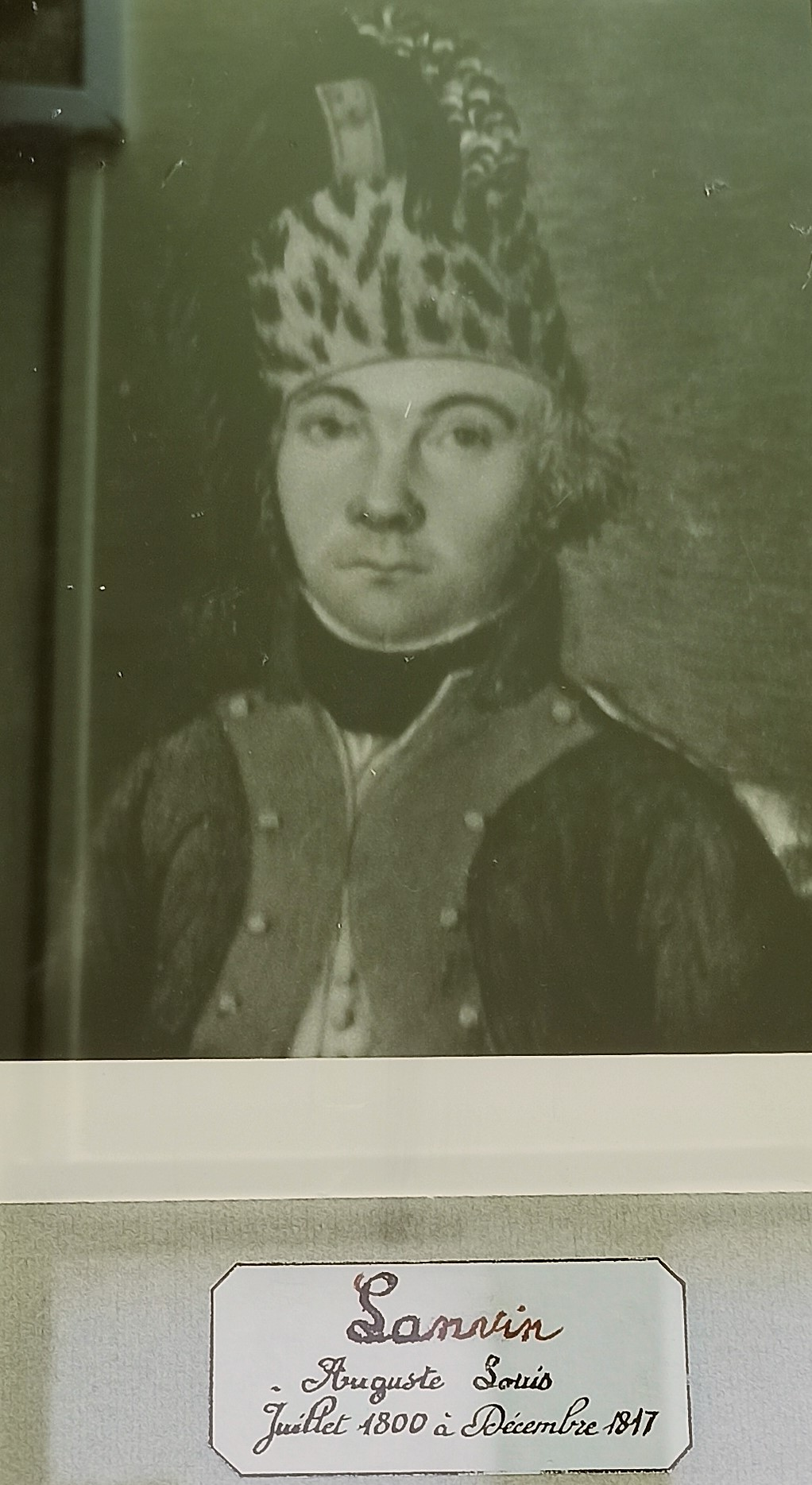
Louis-Auguste Lanvin (1800-1817).
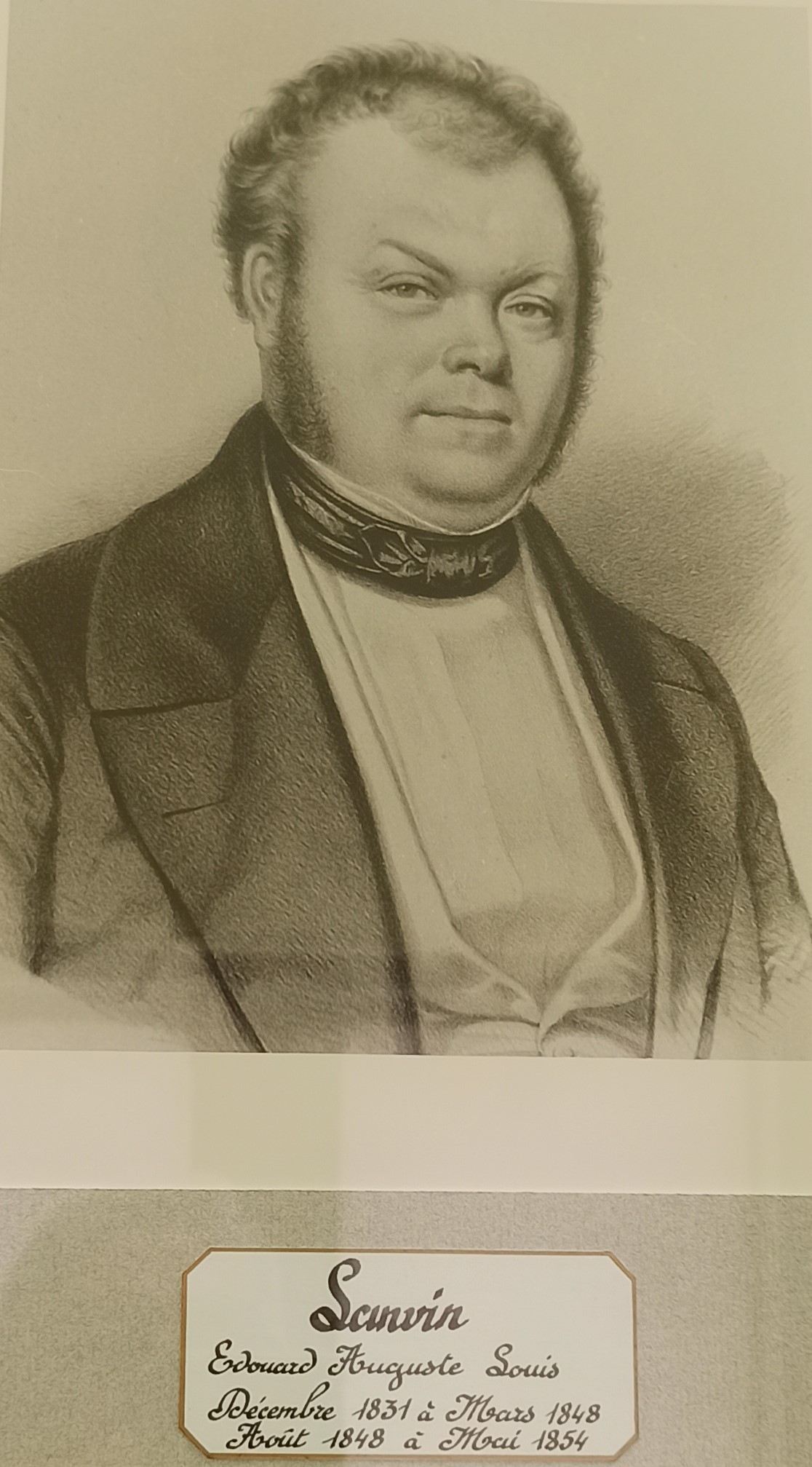
Édouard Auguste Louis Lanvin (1831-1854).
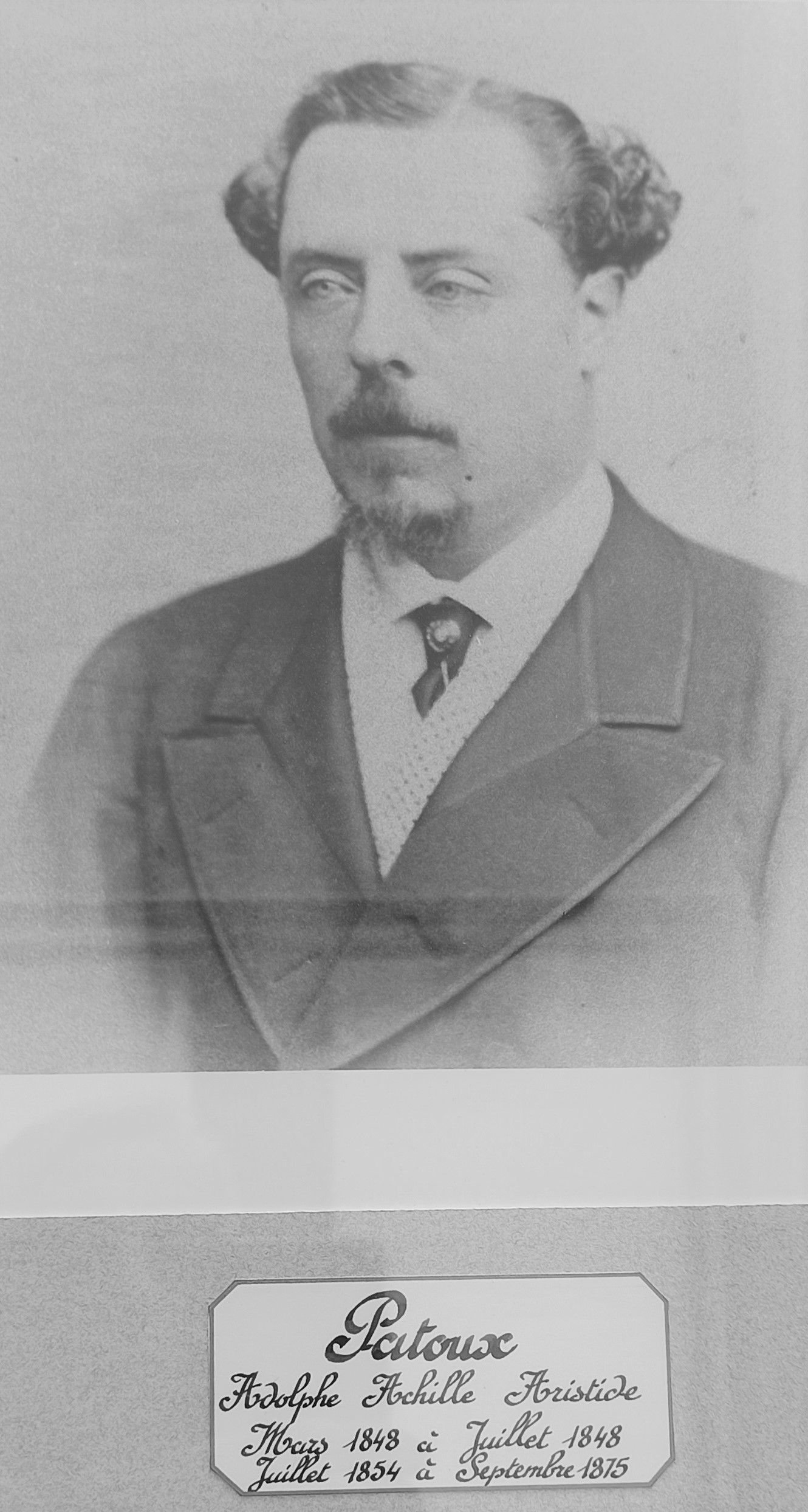
Adolphe Achille Aristide Patoux (1848 puis 1854-1875).
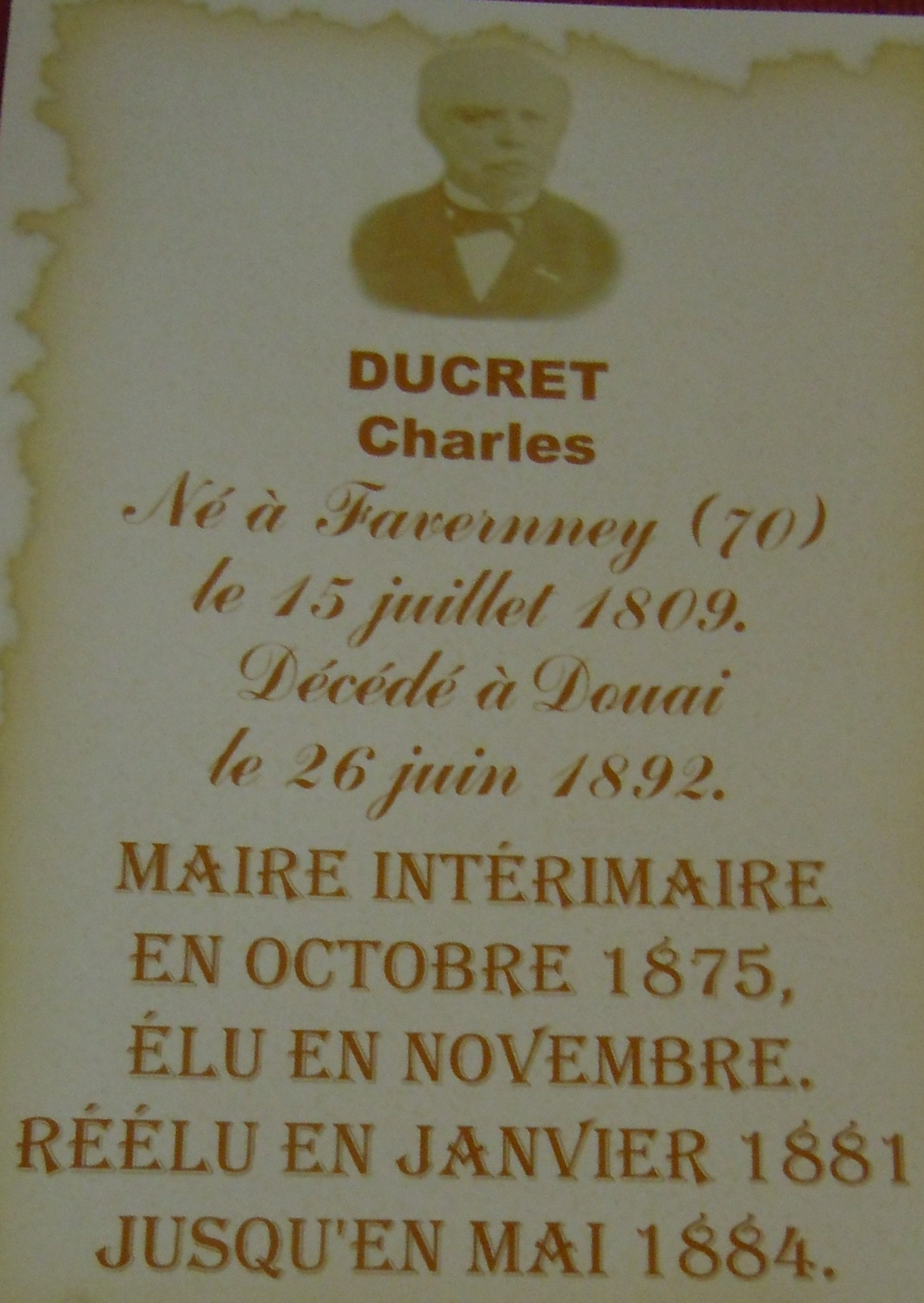
Charles Ducret (1875-1878 et 1884-1886).
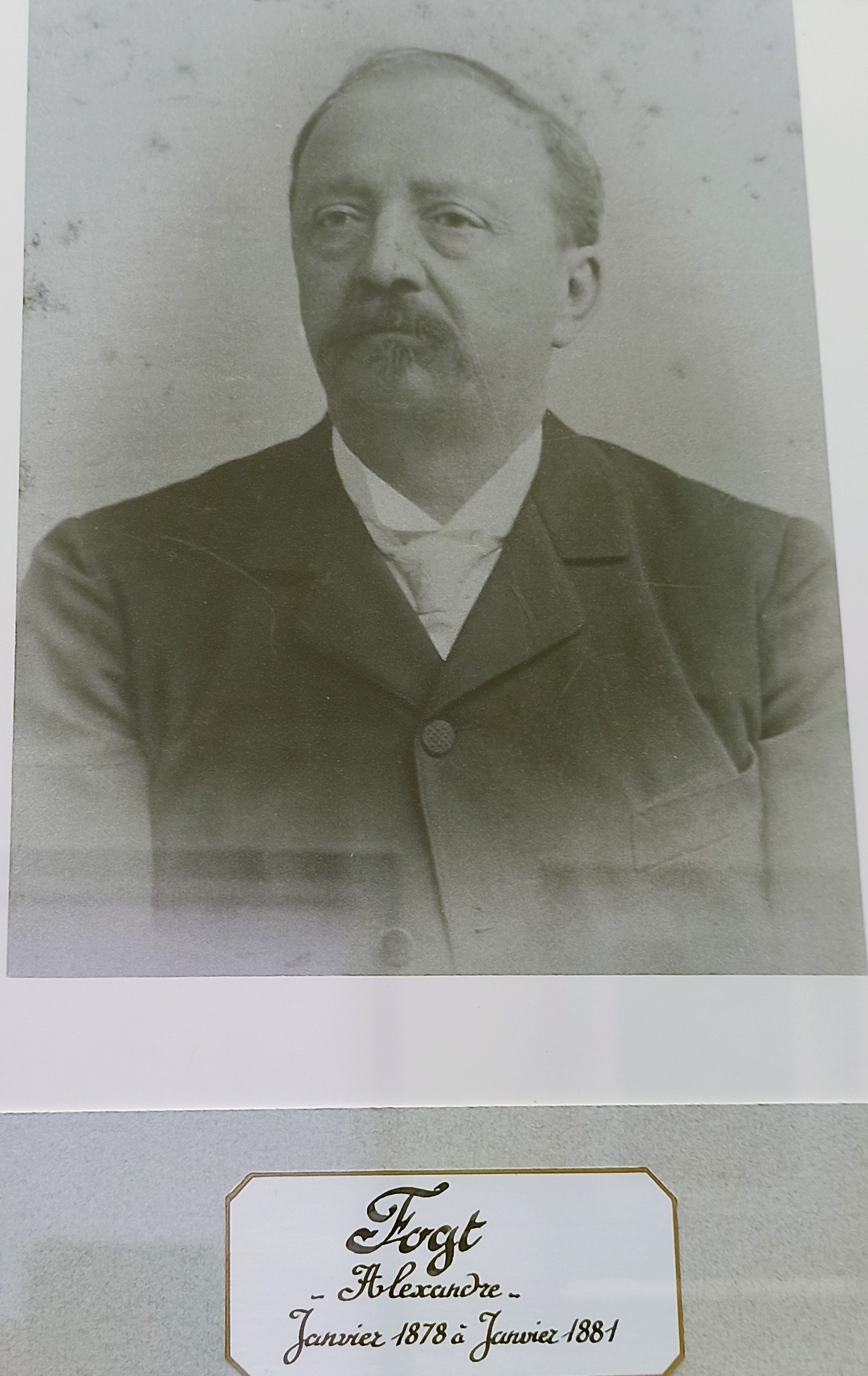
Alexandre Fogt (1878-1881).
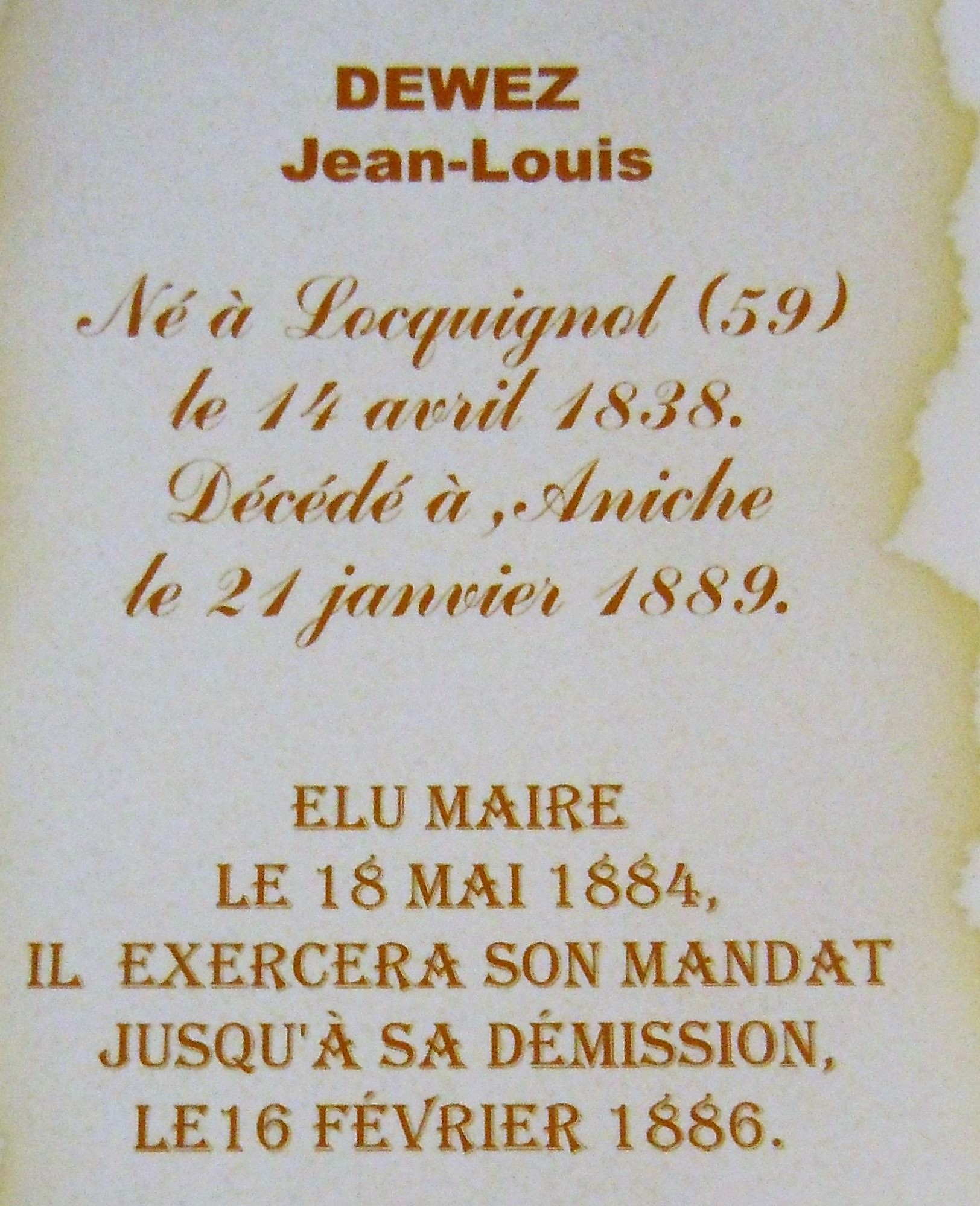
Jean-Louis Dewez (1884-1886).
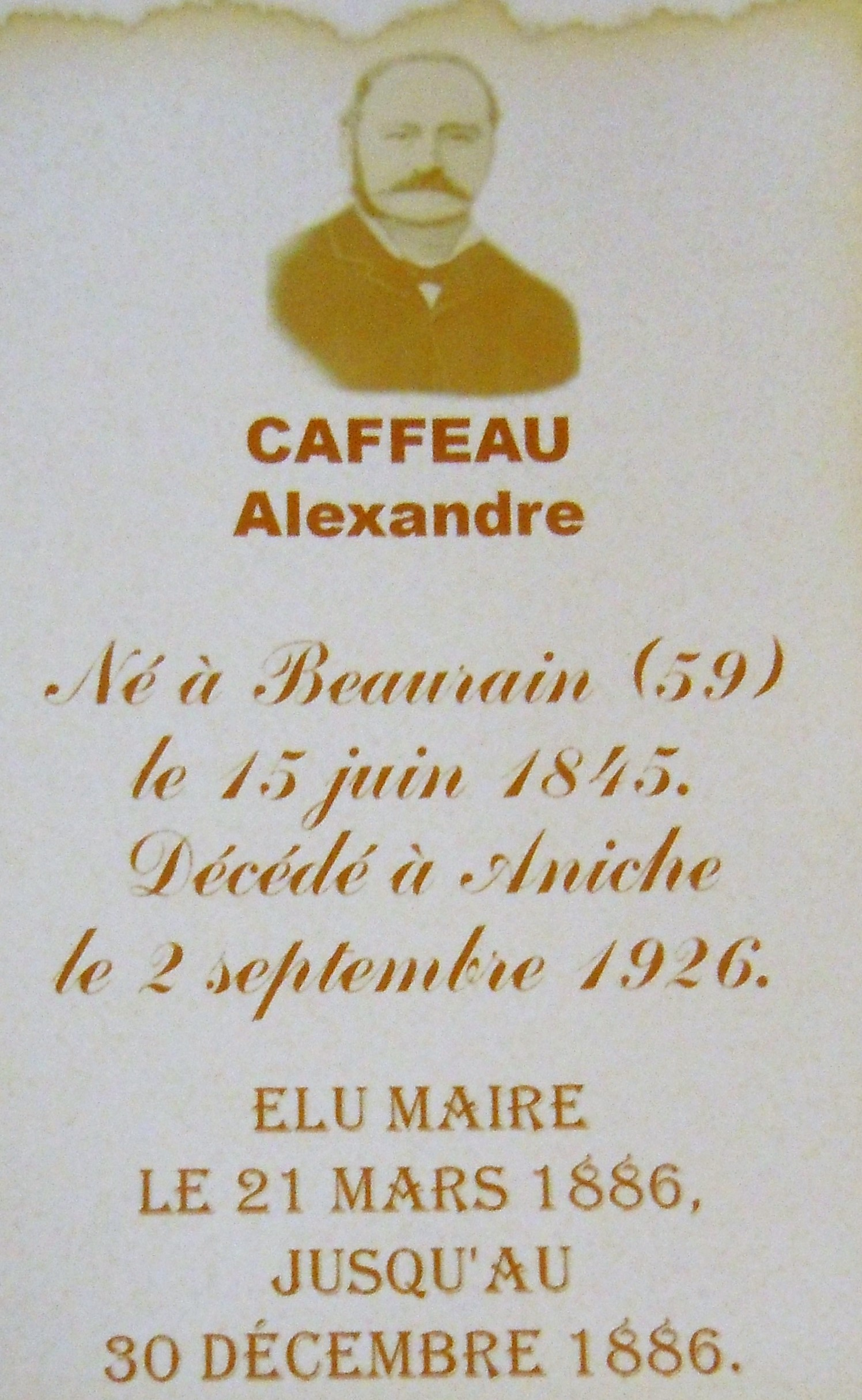
Alexandre Caffeau (1886).
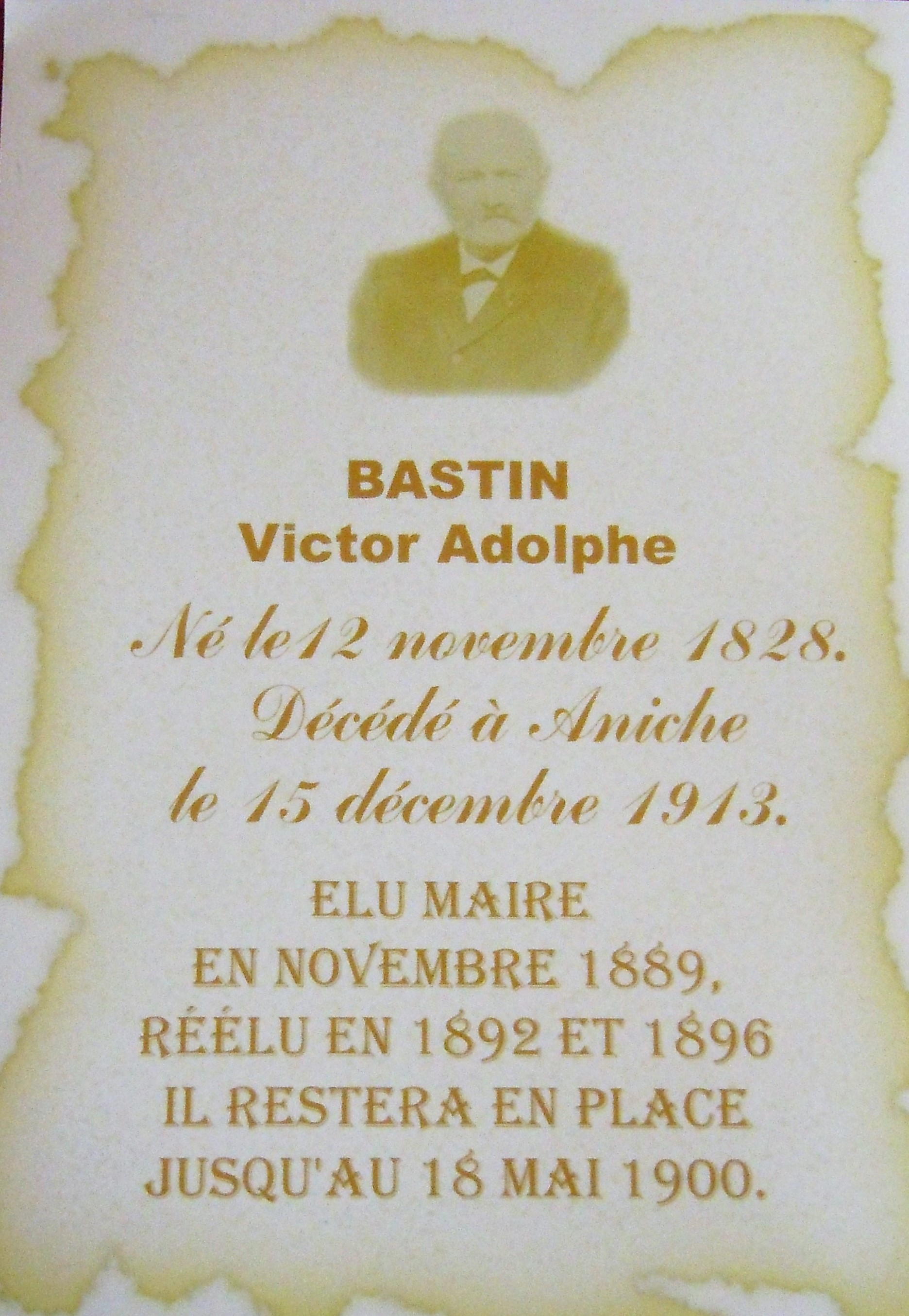
Bastin Victor (1889).
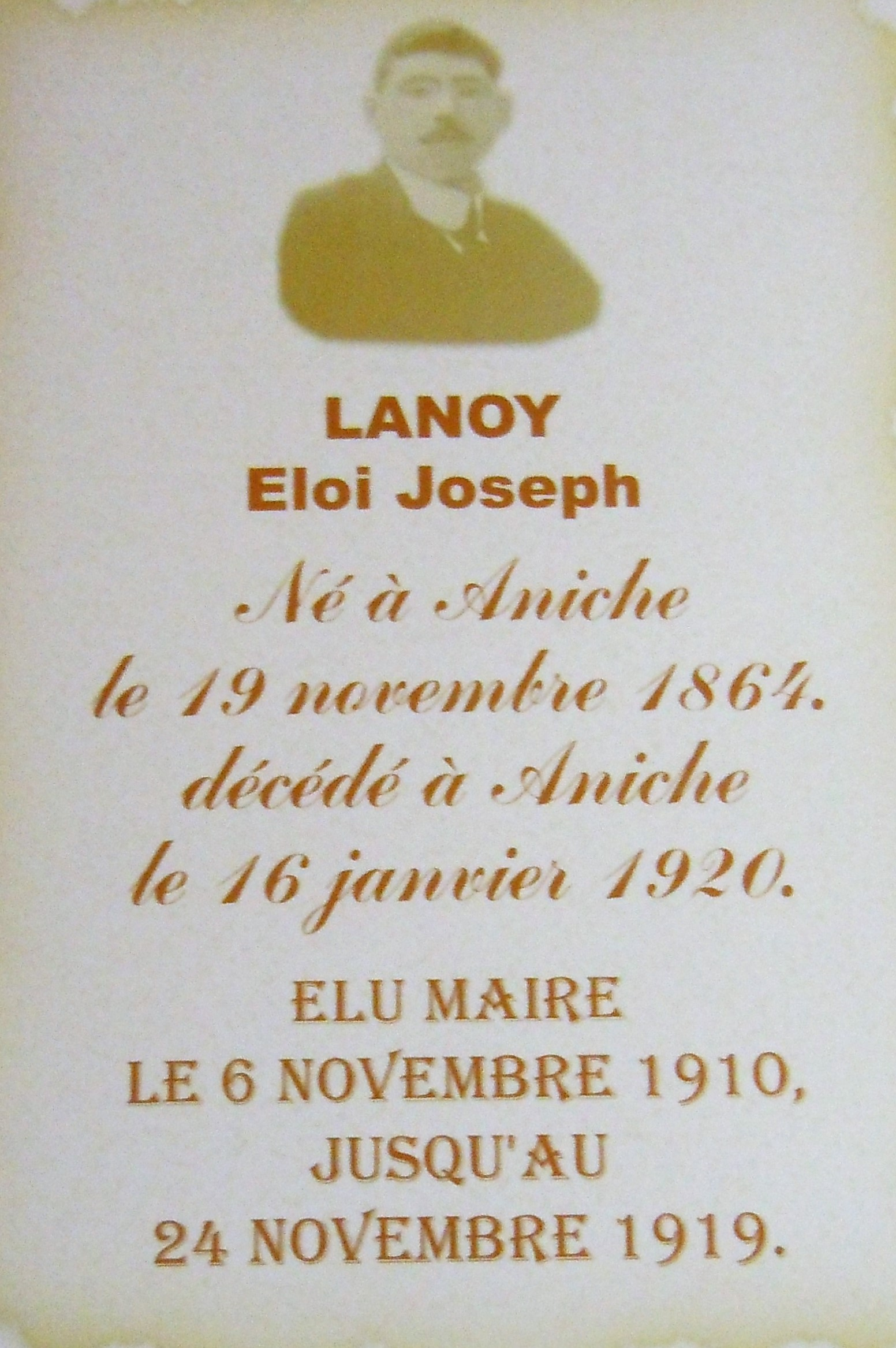
Éloi Lanoy (1910-1919).
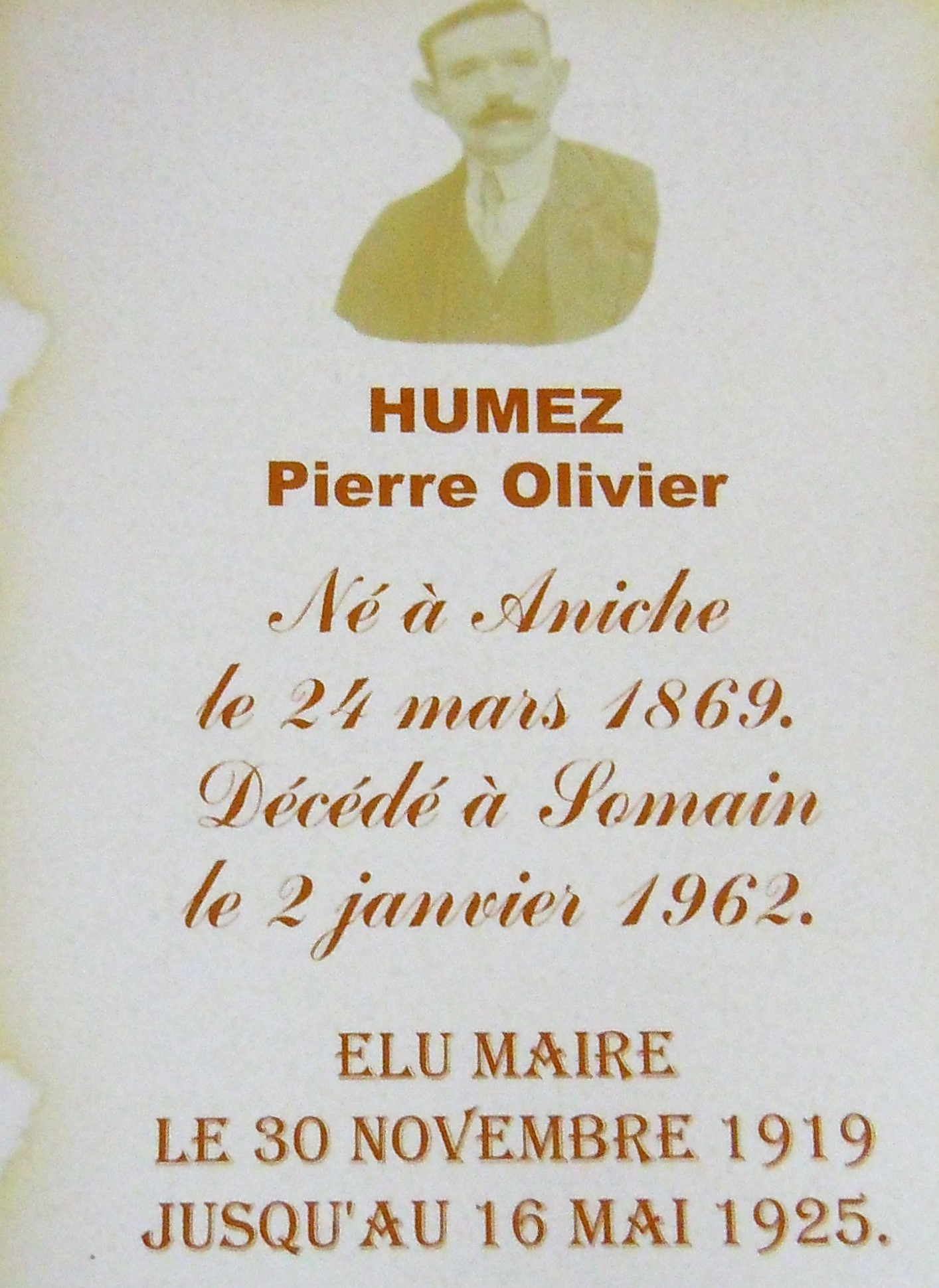
Pierre Humez (1919-1925).
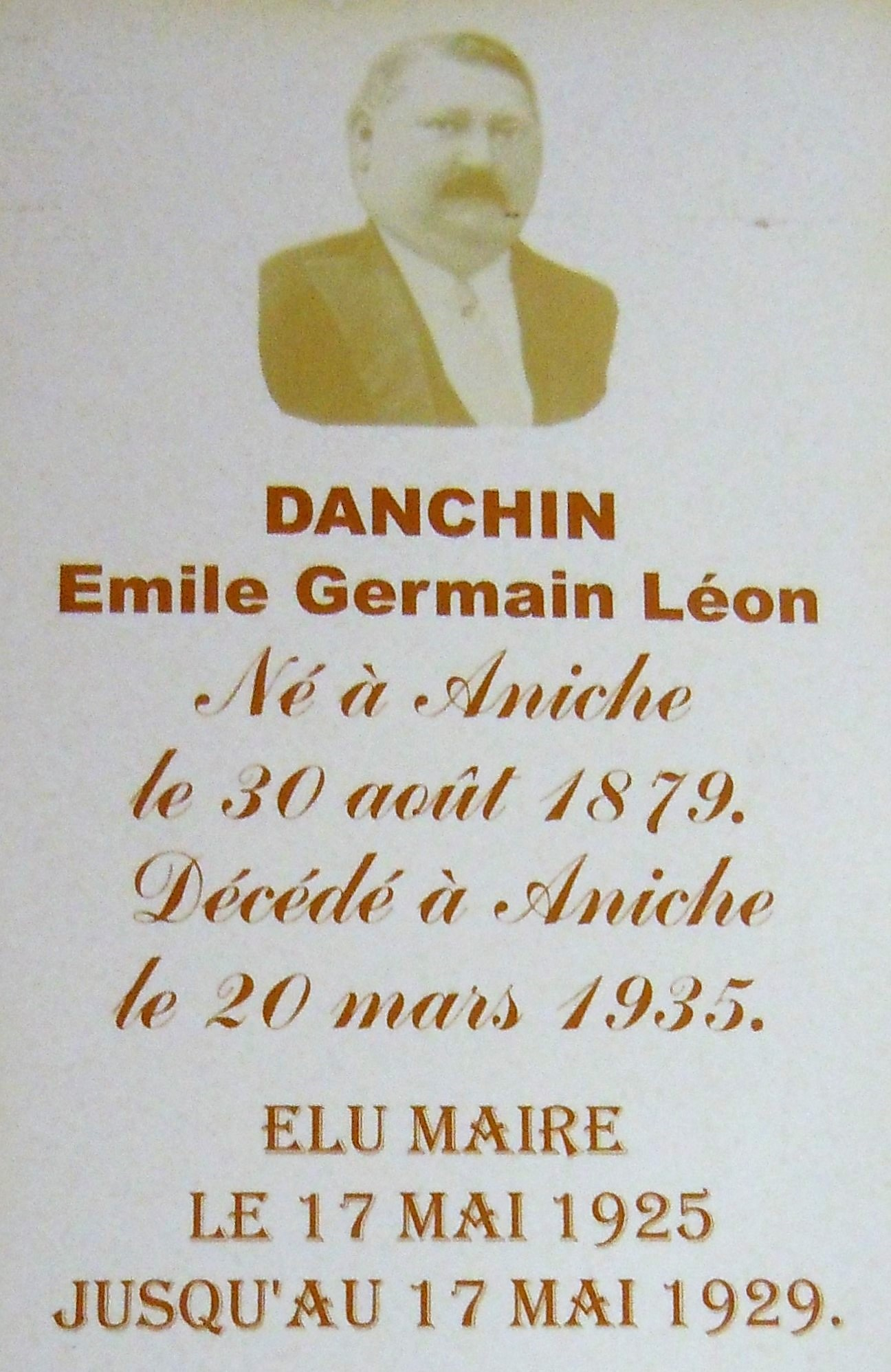
Émile Danchin (1925-1929).
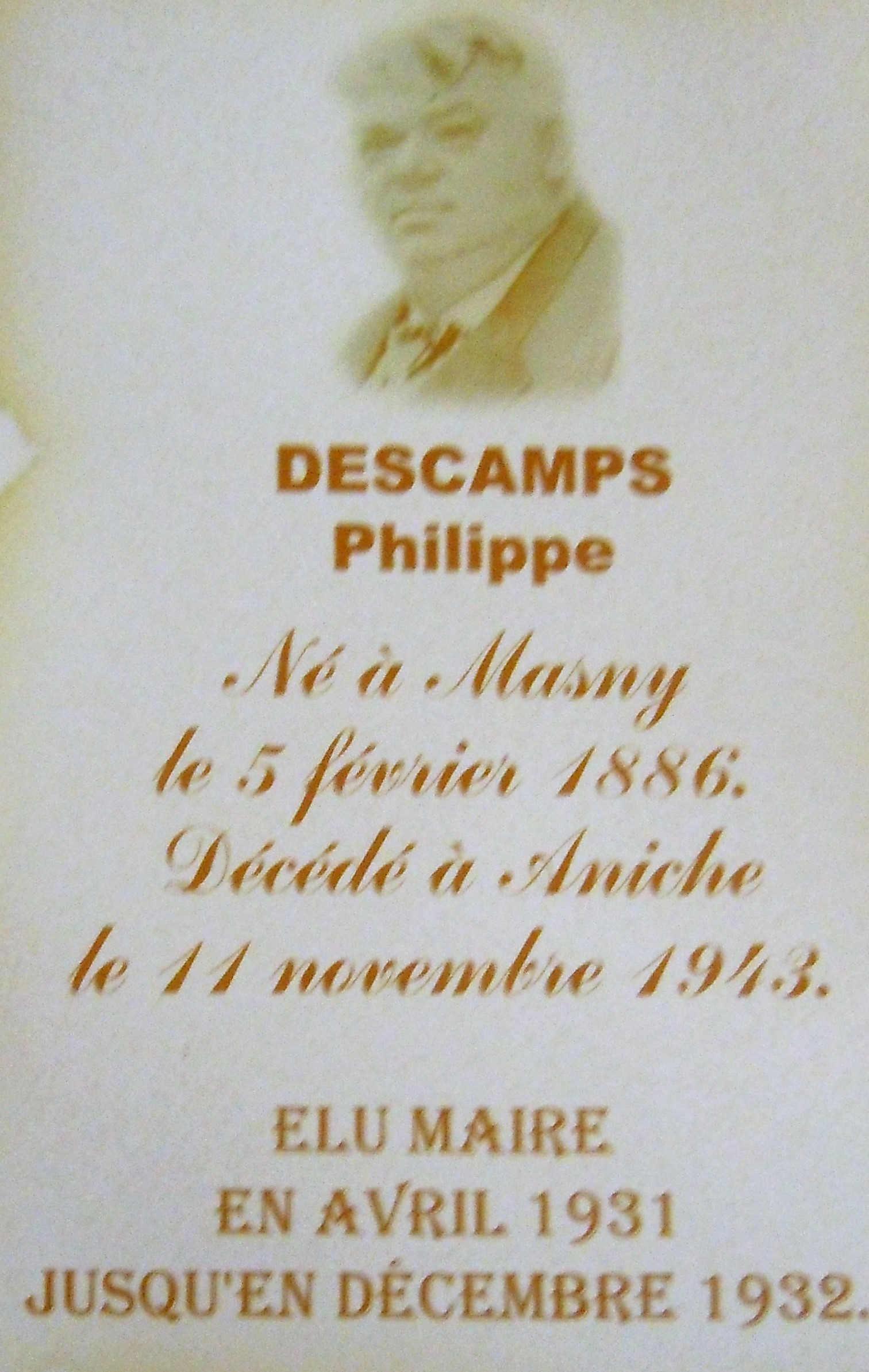
Philippe Descamps (1931-1932).
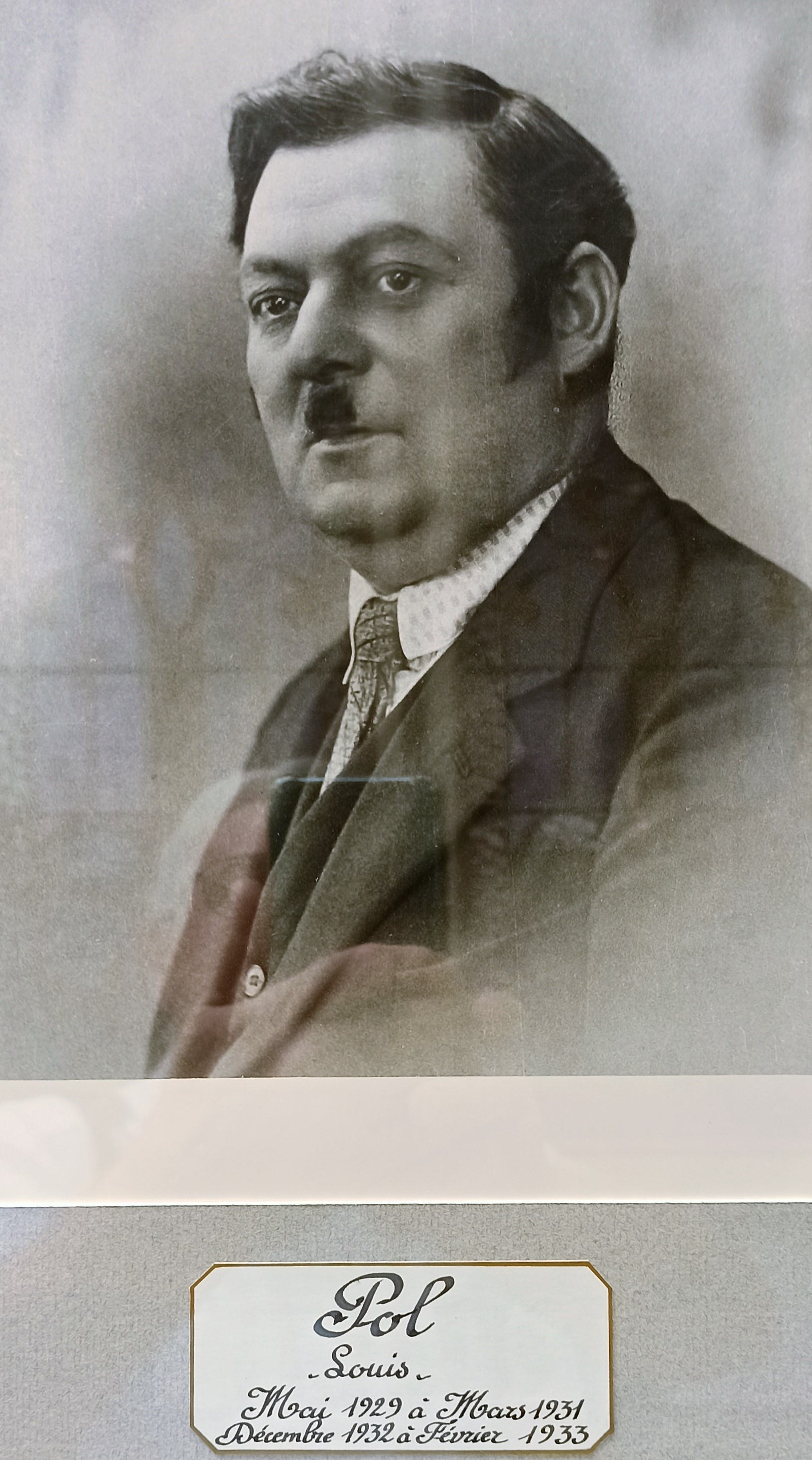
Louis Pol (1929-1933).
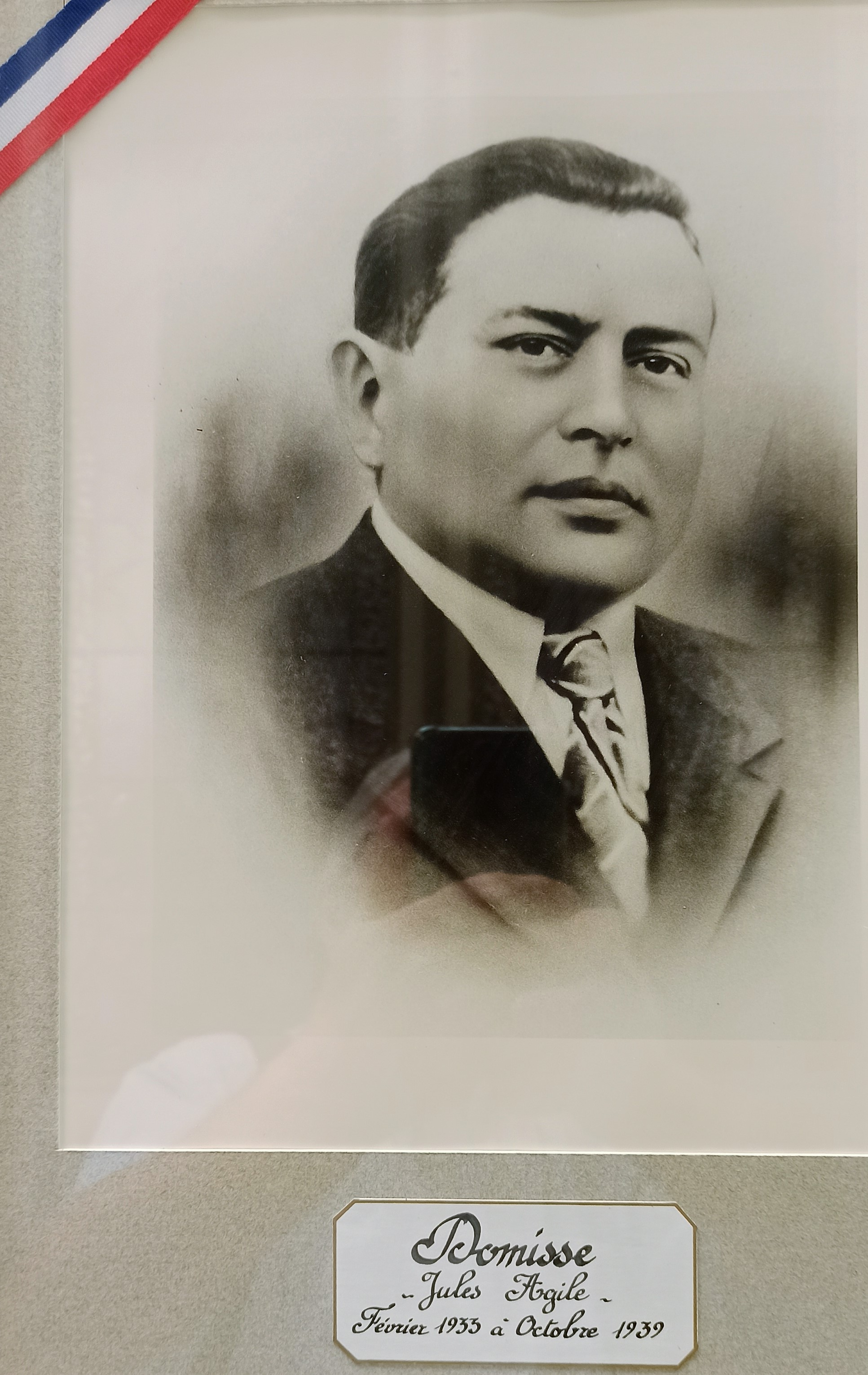
Jules Domisse (1933-1939).
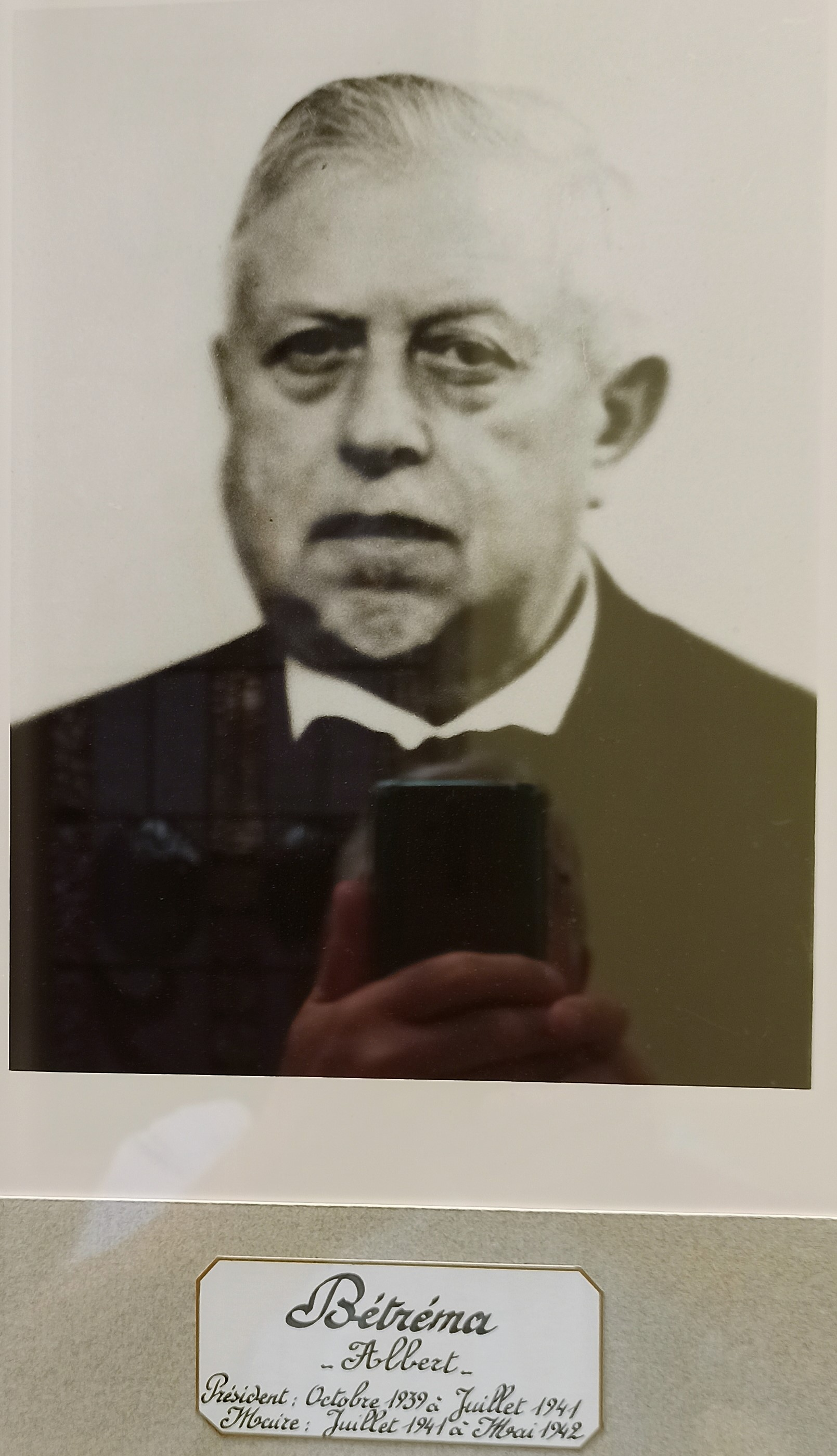
Albert Bétréma (1941-1942).
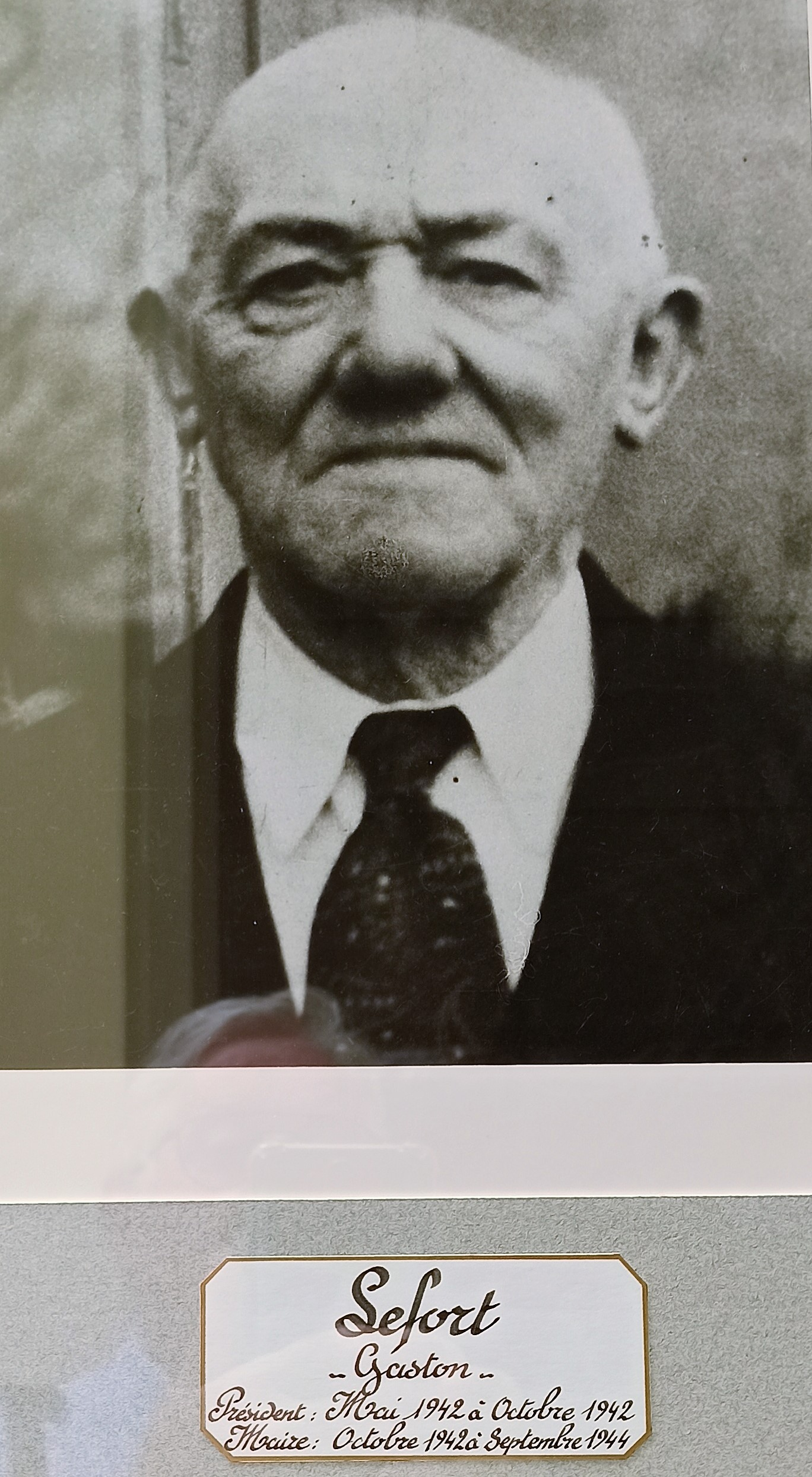
Gaston Lefort (1942-1944).
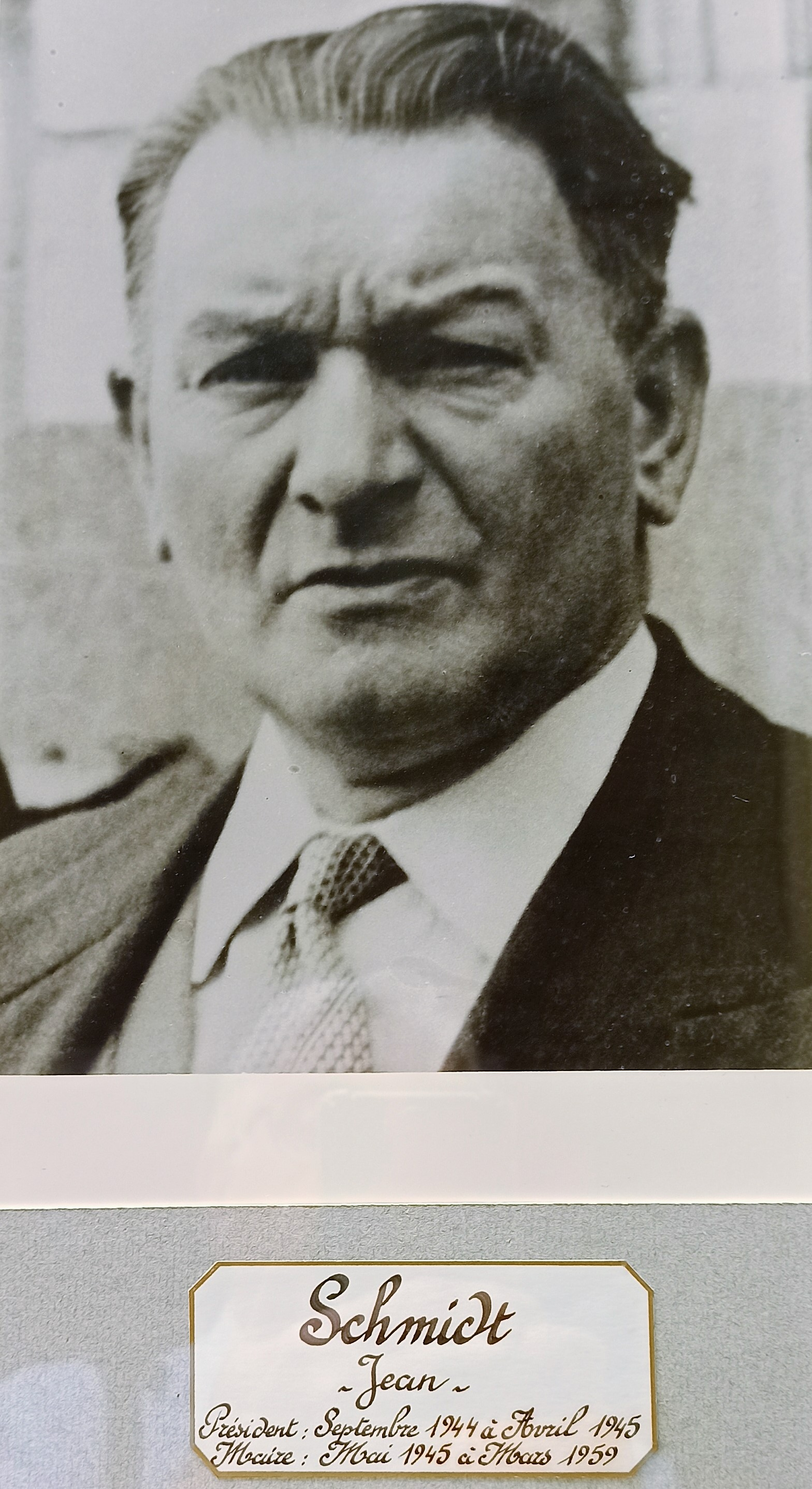
Jean Schmidt (1945-1959).
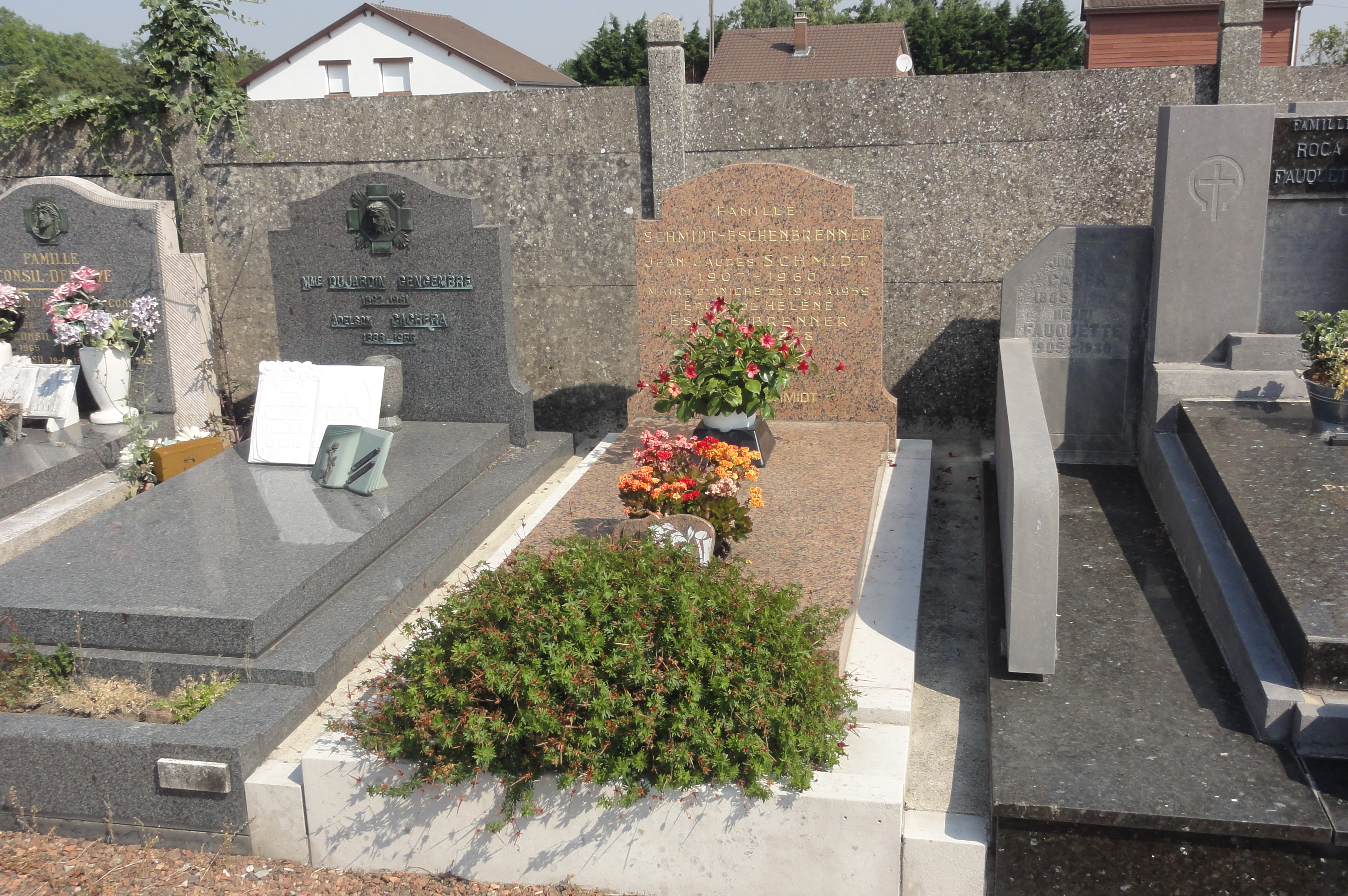
Tombe de Jean Schmidt au cimetière du Sud.
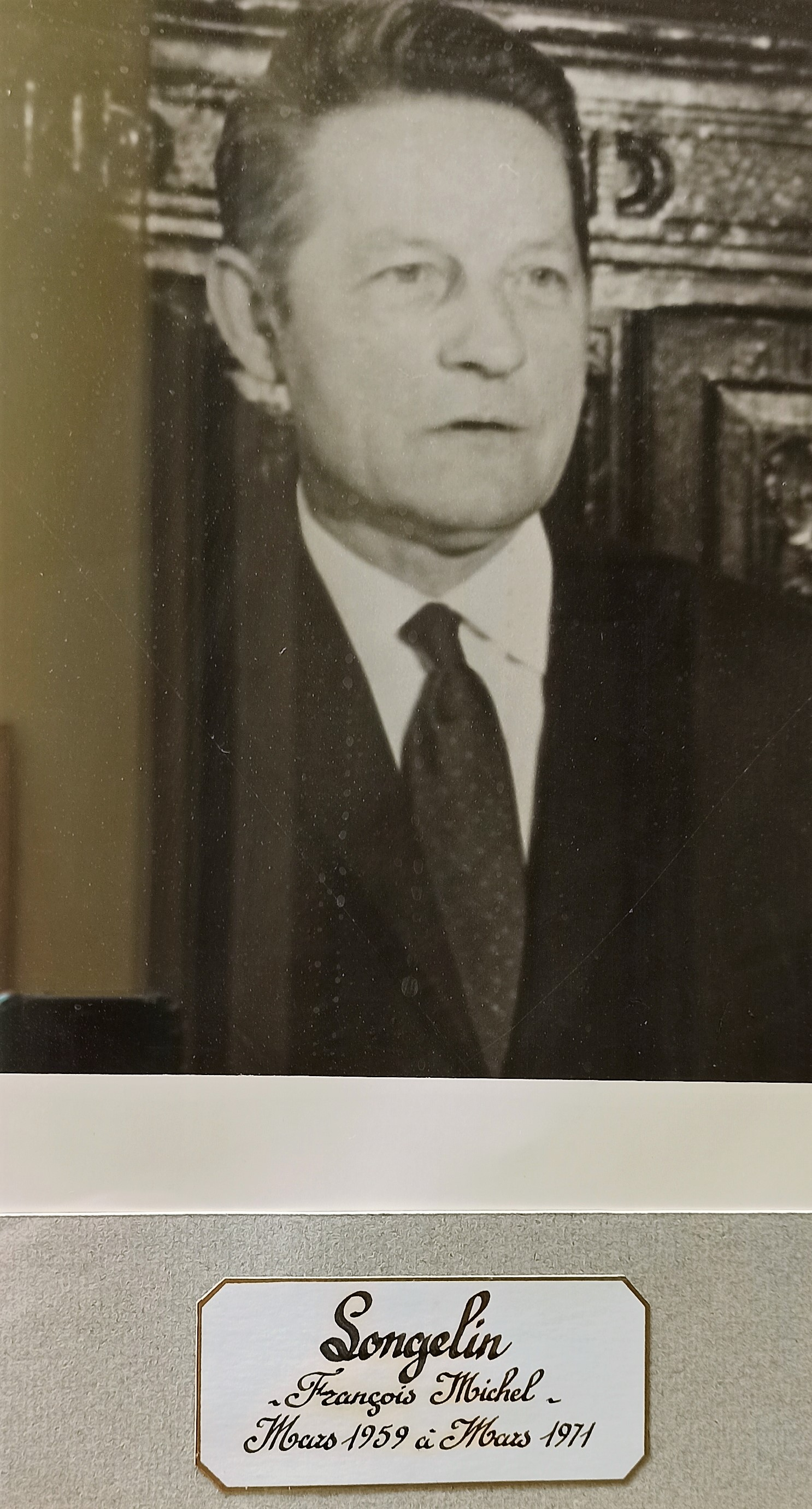
François Longelin (1959-1971).
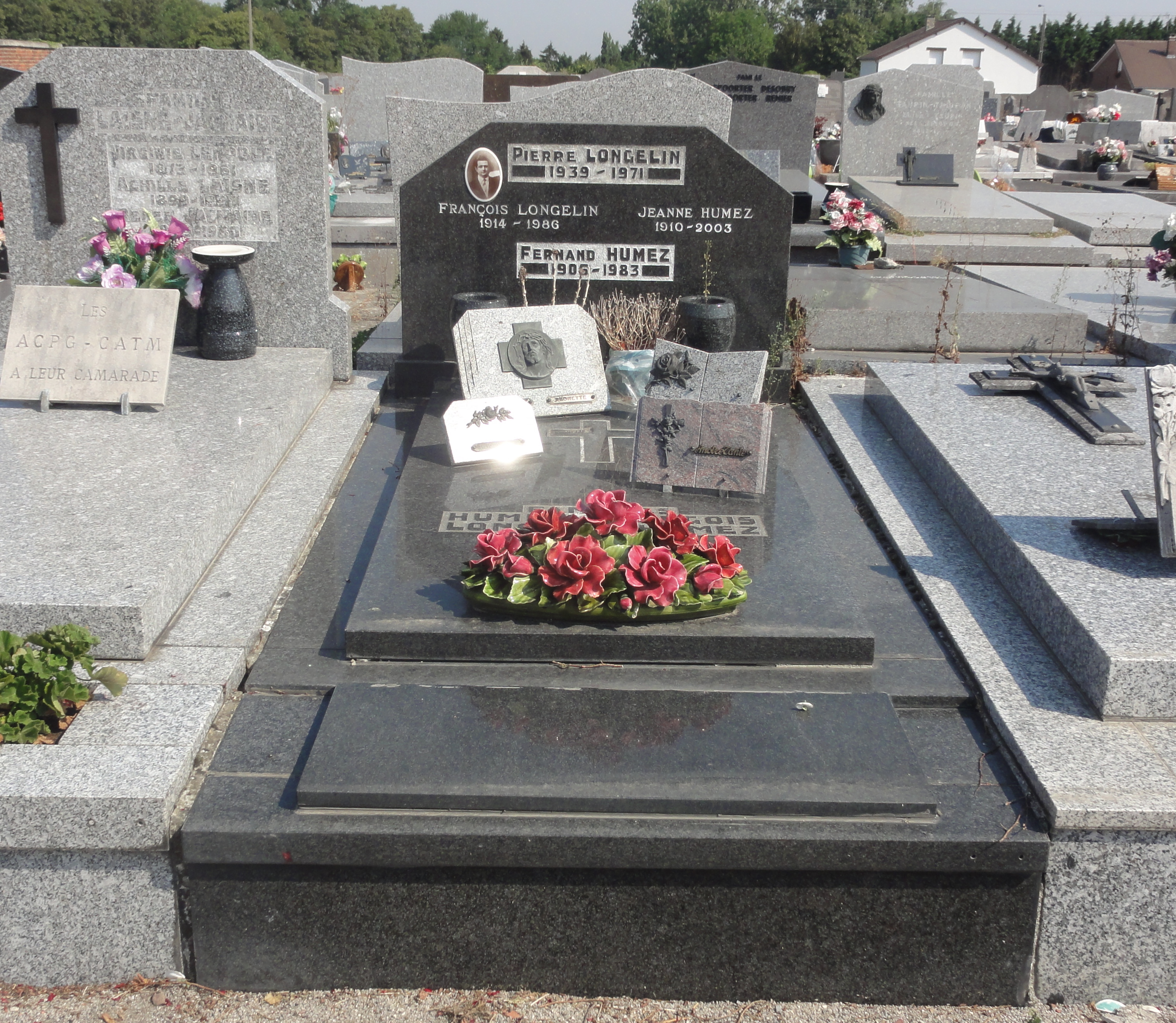
Tombe de François Longelin au cimetière du Sud.
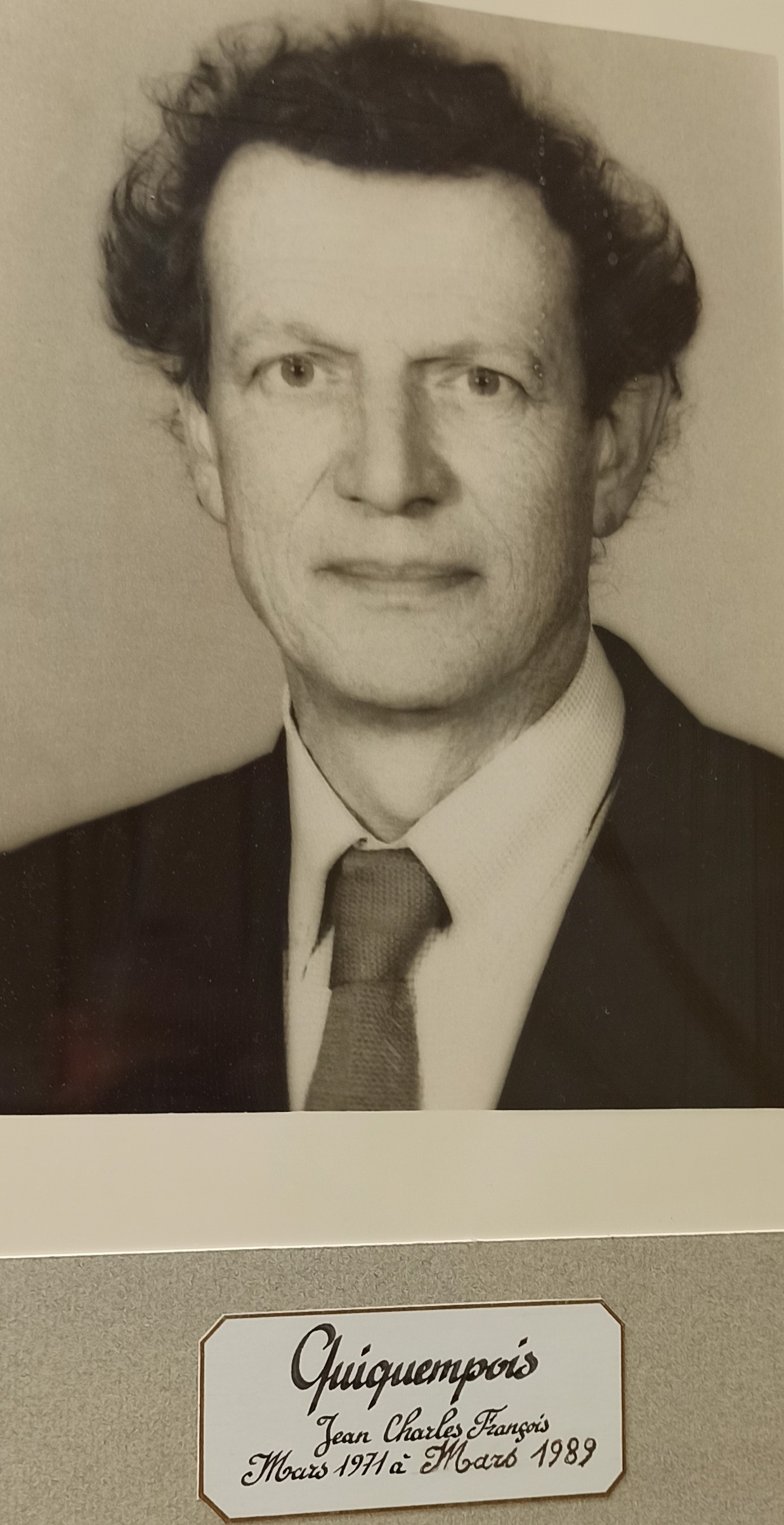
Jean Quiquempoix (1971-1989).

### Jumelages
| Ville | Ville    | Pays | Pays      | Période                |
| ----- | -------- | ---- | --------- | ---------------------- |
|       | Bobingen |      | Allemagne | depuis le 21 juin 1969 |
|       | Nový Bor |      | Tchéquie  | depuis 1969            |

## Équipements et services publics

### Enseignement
Aniche fait partie de l'académie de Lille.

### Equipements culturels

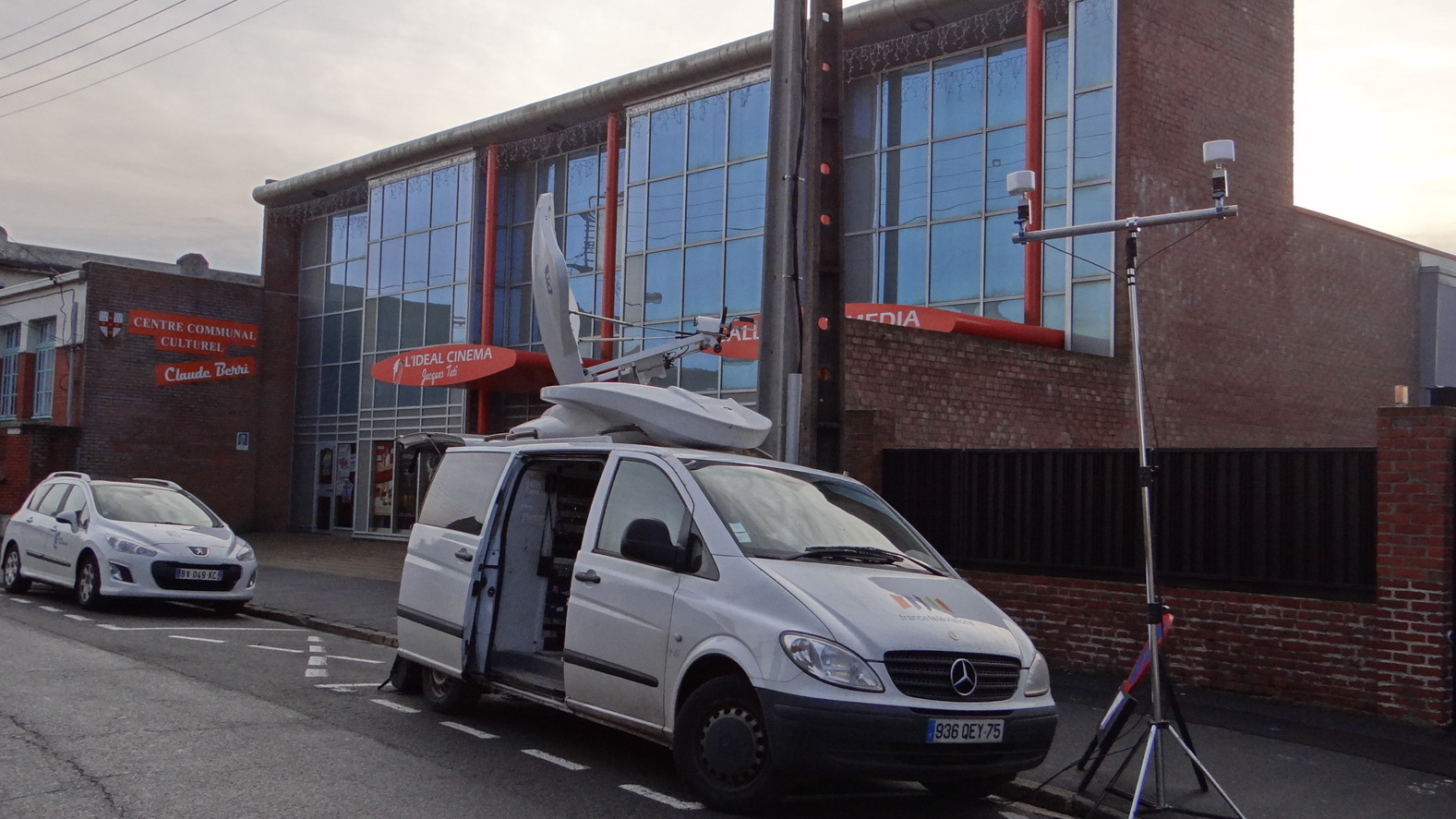
L'Idéal Cinéma.

- Le Centre culturel communal Claude Berri, construit en 1995 et qui comprend le nouveau L'Idéal Cinéma.

## Population et société

### Démographie

#### Évolution démographique
L'évolution du nombre d'habitants est connue à travers les recensements de la population effectués dans la commune depuis 1793. Pour les communes de plus de 10 000 habitants les recensements ont lieu chaque année à la suite d'une enquête par sondage auprès d'un échantillon d'adresses représentant 8 % de leurs logements, contrairement aux autres communes qui ont un recensement réel tous les cinq ans,.

En 2022, la commune comptait 10 001 habitants, en évolution de −2,93 % par rapport à 2016 (Nord : +0,51 %, France hors Mayotte : +2,11 %).
| 1793 | 1800 | 1806  | 1821  | 1831  | 1836  | 1841  | 1846  | 1851  |
| ---- | ---- | ----- | ----- | ----- | ----- | ----- | ----- | ----- |
| 840  | 804  | 1 064 | 1 733 | 1 926 | 1 807 | 2 030 | 2 537 | 3 057 |

| 1856  | 1861  | 1866  | 1872  | 1876  | 1881  | 1886  | 1891  | 1896  |
| ----- | ----- | ----- | ----- | ----- | ----- | ----- | ----- | ----- |
| 3 826 | 4 156 | 4 501 | 4 922 | 5 484 | 5 861 | 6 253 | 6 765 | 6 924 |

| 1901  | 1906  | 1911  | 1921  | 1926  | 1931  | 1936  | 1946  | 1954  |
| ----- | ----- | ----- | ----- | ----- | ----- | ----- | ----- | ----- |
| 7 434 | 8 321 | 8 603 | 8 808 | 9 348 | 9 105 | 9 037 | 8 836 | 9 421 |

| 1962   | 1968   | 1975  | 1982  | 1990  | 1999  | 2006  | 2011   | 2016   |
| ------ | ------ | ----- | ----- | ----- | ----- | ----- | ------ | ------ |
| 10 419 | 10 190 | 9 690 | 9 533 | 9 672 | 9 768 | 9 990 | 10 509 | 10 303 |

| 2021  | 2022   | - | - | - | - | - | - | - |
| ----- | ------ | - | - | - | - | - | - | - |
| 9 997 | 10 001 | - | - | - | - | - | - | - |

#### Pyramide des âges
La population de la commune est relativement jeune.
En 2018, le taux de personnes d'un âge inférieur à 30 ans s'élève à 42,7 %, soit au-dessus de la moyenne départementale (39,5 %). À l'inverse, le taux de personnes d'âge supérieur à 60 ans est de 19,7 % la même année, alors qu'il est de 22,5 % au niveau départemental.
En 2018, la commune comptait 4 933 hommes pour 5 213 femmes, soit un taux de 51,38 % de femmes, légèrement inférieur au taux départemental (51,77 %).
Les pyramides des âges de la commune et du département s'établissent comme suit.
| Hommes | Classe d’âge | Femmes |
| ------ | ------------ | ------ |
| 0,3    | 90 ou +      | 1,1    |
| 4,1    | 75-89 ans    | 6,4    |
| 13,6   | 60-74 ans    | 13,7   |
| 16,5   | 45-59 ans    | 18,5   |
| 20,5   | 30-44 ans    | 19,7   |
| 21,2   | 15-29 ans    | 19,6   |
| 23,7   | 0-14 ans     | 20,9   |

| Hommes | Classe d’âge | Femmes |
| ------ | ------------ | ------ |
| 0,5    | 90 ou +      | 1,4    |
| 5,3    | 75-89 ans    | 8,1    |
| 14,8   | 60-74 ans    | 16,2   |
| 19,1   | 45-59 ans    | 18,4   |
| 19,5   | 30-44 ans    | 18,7   |
| 20,7   | 15-29 ans    | 19,1   |
| 20,2   | 0-14 ans     | 18     |

### Médias

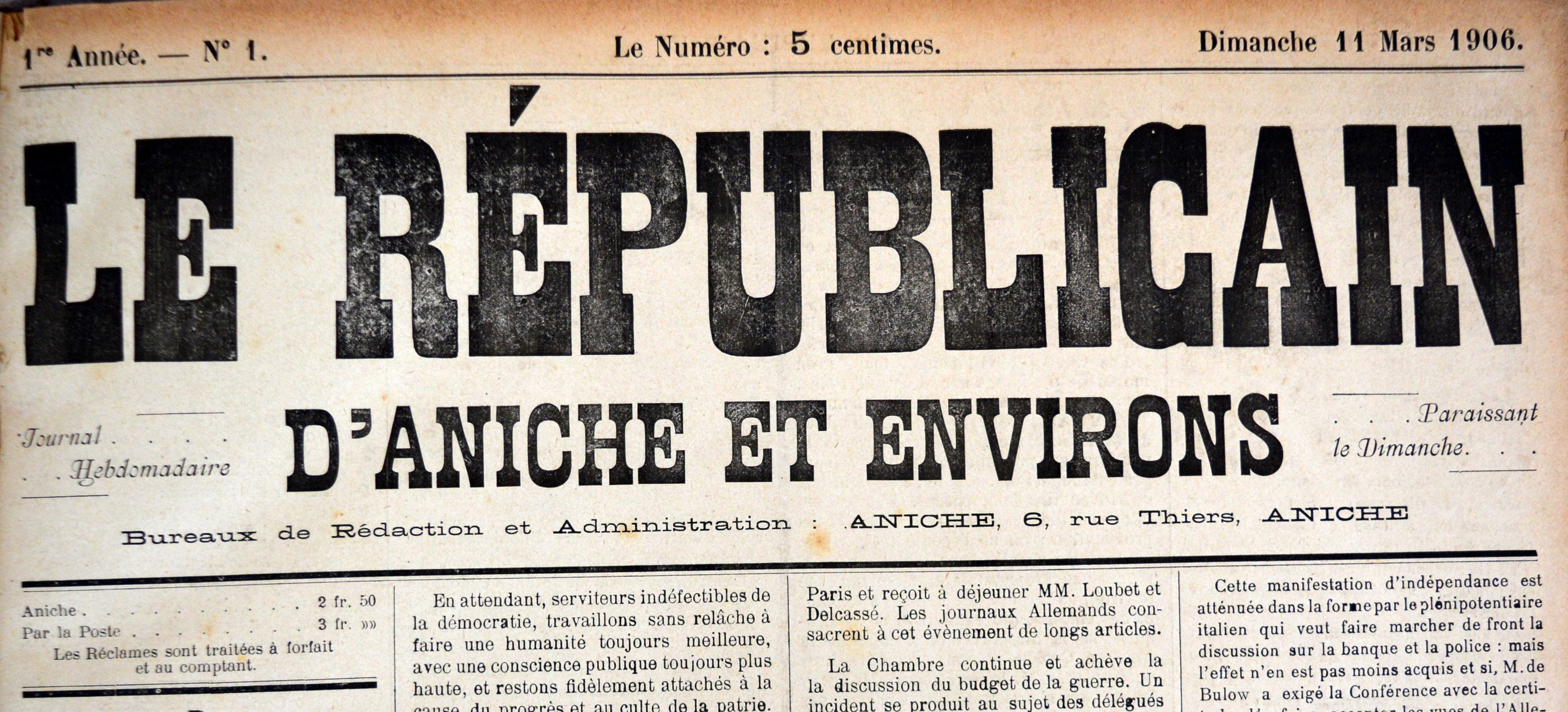

Au début du XXe siècle, trois journaux sont imprimés à Aniche :
- La Voix des verriers (1904), bimensuel, au siège de la Fédération des verriers ;
- Le Républicain d'Aniche et environs (1906-1914), hebdomadaire, par l'imprimerie Malengé ;
- La Sensée (1908), hebdomadaire, par l'imprimerie Lanciaux.

## Économie
Secma est une entreprise de la commune.

## Culture locale et patrimoine

### Lieux et monuments

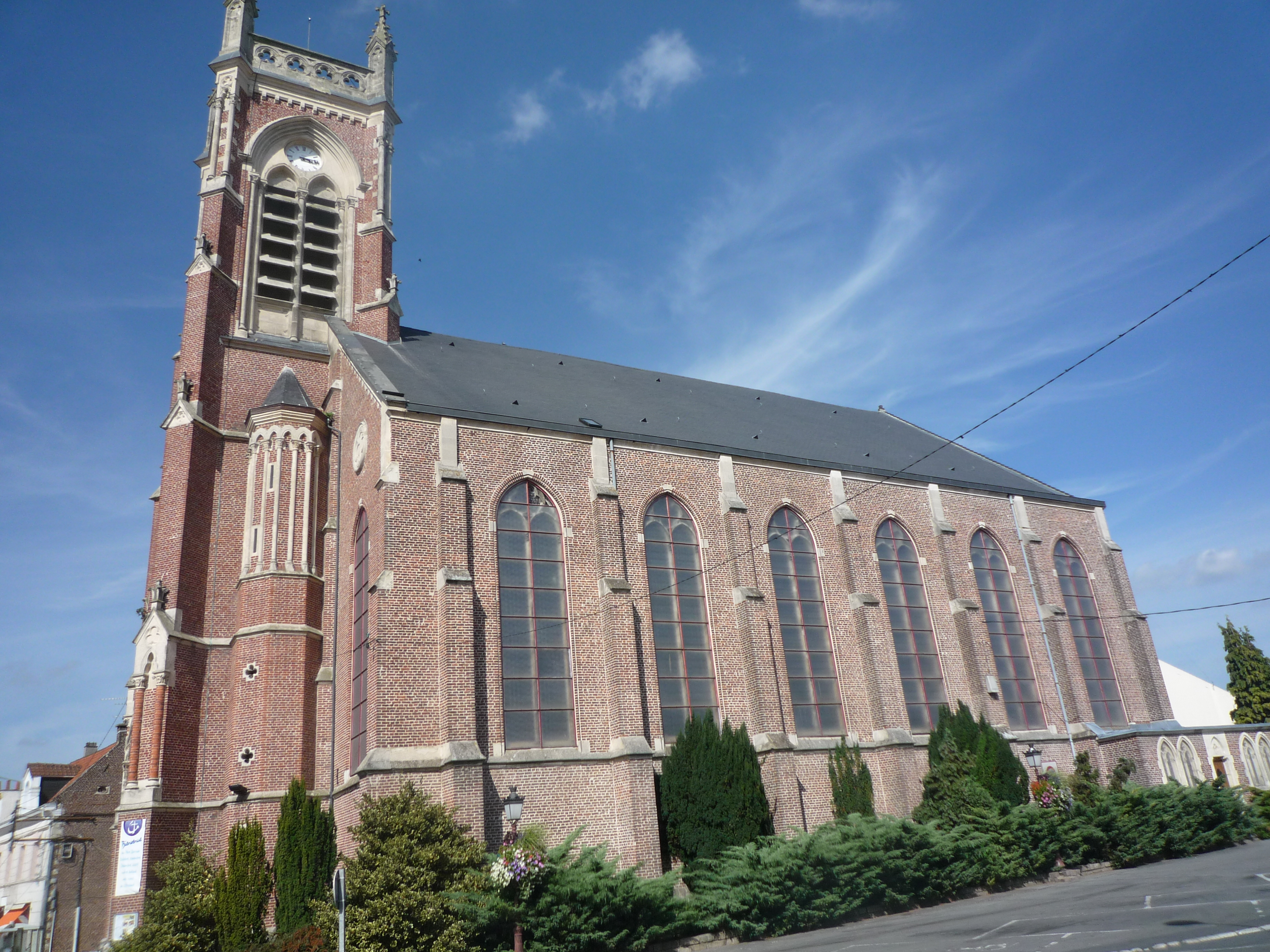
Église Saint-Martin d'Aniche.

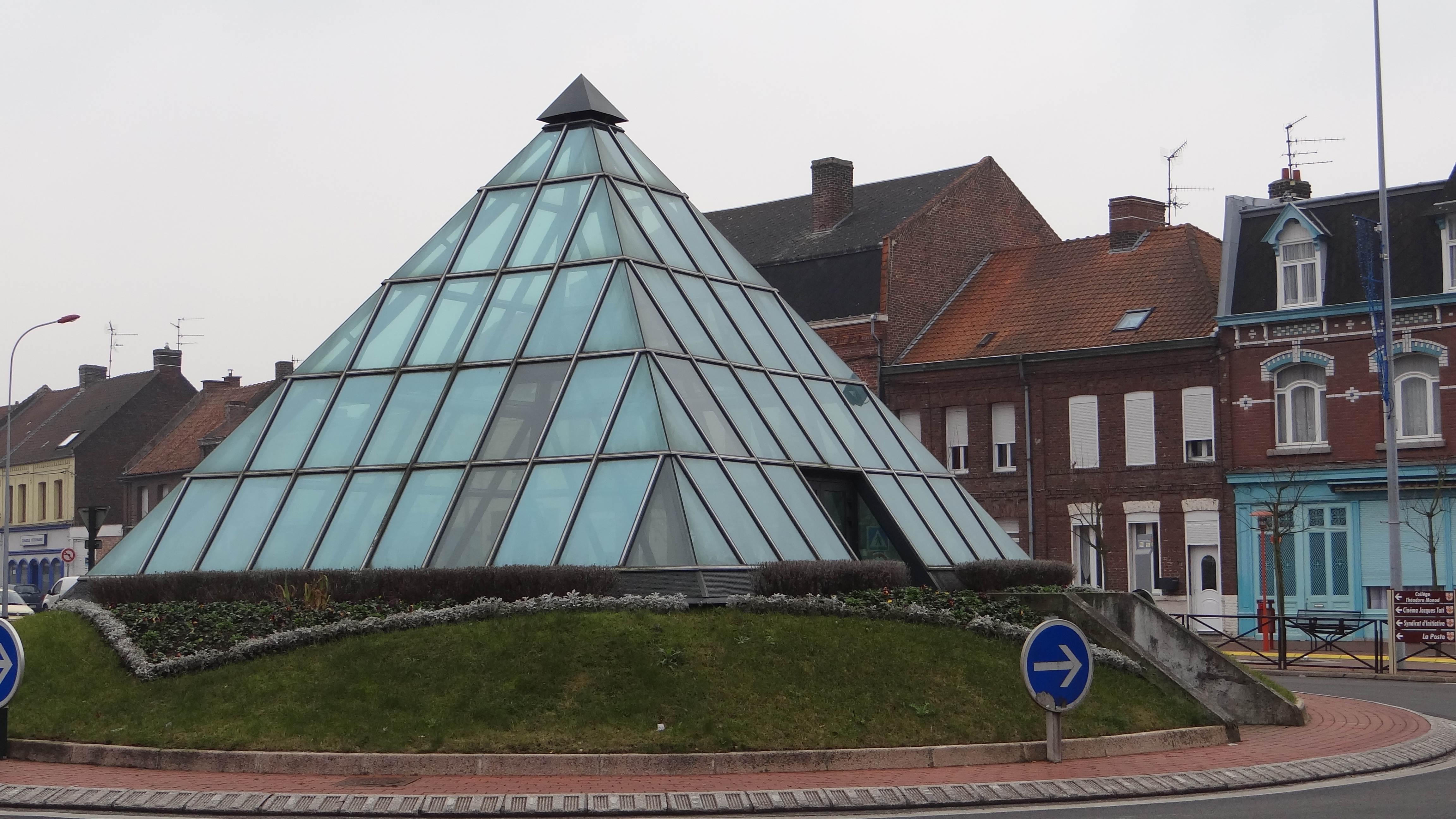
La Pyramide.

- Église Saint-Martin, construite de 1855 à 1859 par l'architecte Charles Leroy[67].
- Le Cavalier d'Azincourt est une ancienne voie ferrée reliant la cokerie de Monchecourt à Usinor-Denain. Elle passe par Monchecourt, Auberchicourt, Aniche, Émerchicourt, Abscon et Escaudain[68].
- Carrière d'Azincourt
- Le collège Théodore Monod est le collège le plus important de l'académie de Lille.
- Le calvaire Saint-Roch, anciennement nommé chapelle Saint-Roch.
- Monument aux morts de la guerre 1914-1918 situé place Berrioz et inauguré le 9 novembre 1924 (314 victimes anichoises)[69].
- Monument du Verre et du Charbon réalisé à la gloire du travail par Georges Hugot et inauguré le 1er mai 1963[70].
- L'ancien collège Saint-Joseph qui est devenu Notre Dame de la Renaissance après la fusion avec le collège Sainte-Anne de Somain, ancien hôpital durant la guerre.
- L'école Saint-Joseph.
- La pyramide.
- L'ancienne gare d'Aniche.

#### Industrie verrière

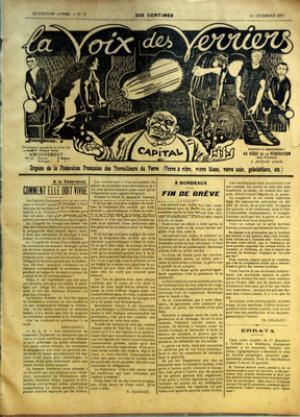
Journal la voix des verriers publié par la C.G.T à Aniche.

- Centre de mémoire de la Verrerie d'en haut
- Verrerie coopérative ouvrière d'Aniche
- Verreries Caton
- Verrerie d'en bas
- Verreries Sainte-Catherine
- Verrerie Saint-Albert
- Verrerie de la gare , verrerie Belotte
- Verrerie Hayez, verreries Ducret, verreries de l'Ancre
- verrerie Saint-Martin, Verrerie Delille & Cie, Sovirel, Xelux
- Verrerie de l'Union

#### Industrie minière
- Le Cavalier d'Azincourt est une ancienne voie ferrée reliant la cokerie de Monchecourt à Usinor-Denain. Elle passe par Monchecourt, Auberchicourt, Aniche, Émerchicourt, Abscon et Escaudain[68].
- Fosse Aoust et son terril no 132, d'Aoust
- Fosse Archevêque et son terril no 217, Archevêque
- Fosse Saint-Édouard
- Fosse Étrœungt
- Fosse Fénelon et son terril no 131, Fénelon
- Fosse Sainte-Catherine - Saint-Mathias
- Fosse Sainte-Barbe - Saint-Waast
- Fosse Saint-Hyacinthe
- Fosse Saint-Laurent - Sainte-Thérèse
- Fosse Sainte-Marie des mines d'Azincourt
- Fosse Traisnel et ses terril no 127, Traisnel Est et terril no 127A, Traisnel Ouest

##### Catastrophes minières
- Catastrophe d'Aniche de 1827
- Catastrophe d'Aniche de 1854
- Catastrophe d'Aniche de 1900

#### Industrie Brassicole
Dix-neuf brasseries ont été exploitées sur le territoire d'Aniche. Avant la révolution, temps où la population était d'environ 800 habitants il y avait déjà quatre brasseries Olivier, Mortelette, Lanvi et Mortelette-Lansiaux. À partir de 1830 la population va s'agrandir d'environ 1 000 habitants tous les 10 ans. Avec cet essor viendront les brasseries Six, Wailly, Coët, Saint-Martin, Houriez, Delmotte-Belotte-Delcroix, Dubrulle, Poulain-Theys, Fassiaux, Daize, Gillon, Oblin, Brasserie ouvrière, Maurice Hémez, Léon Letargez.[réf. nécessaire]

### Personnalités liées à la commune
- Robert Eugène des Rotours, baron des Rotours (de Chaulieu) (1833-1895), licencié en droit, conseiller de préfecture (1861), maire d'Avelin (1868-1888), membre du corps législatif, conseiller municipal puis maire de Mérignies, et conseiller général du canton d'Orchies, y est né.
- Charles Lansiaux (1855-1939), photographe, principalement connu pour ses photographies documentaires de la capitale française, y est né.
- Georges Sarazin (1905-1966), homme politique français, député-maire de Douai, y est né.
- Egidio Seghi (1906-1963), Italien anti-fasciste, communiste, résistant, membre des Brigades internationales et de L'Italia libera (it), a  vécu de 1924 à 1948 à Aniche avant d'être expulsé en Italie.
- Raymond François (1909-1984), footballeur, porte les couleurs de l'équipe de France de football le 8 mars 1936 (une seule sélection), est né à Aniche.
- Constant Tison (1910-1985), footballeur français puis entraîneur, y est né.
- Charles Fenain (1912-1997), maire de Douai de 1965 à 1983 qui a œuvré pour l'aménagement des zones industrielles dans le Douaisis, y est né.
- Raymond Bastin (1914-2018), professeur de médecine français, spécialisé dans les maladies infectieuses, secrétaire perpétuel de l'Académie nationale de médecine, y est né[71].
- François Jouvenet (1920-1981), président du District Escaut de football, président de la Ligue du Nord de football et président de la Commission Centrale de la Coupe de France de football, a vécut à Aniche pendant de nombreuses années et travaillait à la Compagnie des mines.
- Frédéric Deloffre (1921-2008), universitaire, spécialiste de la littérature française du XVIIIe siècle, auteur d'une thèse sur Marivaux et éditeur de nombreux textes littéraires. Marqué à droite en France, il est l'un des fondateurs de l'Union nationale inter-universitaire (UNI), en réaction aux mouvements de contestation étudiants. Il est né à Aniche.
- Norbert Ségard (1922-1981), physicien, homme politique français et ministre, y est né.
- Lazare Gianessi (1925-2009), footballeur français  d'origine italienne qui a évolué comme défenseur dans les années 1950. Comptant 14 sélections avec l'équipe de France, il est notamment sélectionné pour disputer la Coupe du monde 1954 en Suisse. Il est né à Aniche.
- Jean Bodart (1946- ), président de 2001 à 2012 des Quatre Jours de Dunkerque, maire de Dunkerque en  2023, est né à Aniche.
- Michel Sanchez (1957- ), compositeur et musicien, fondateur du groupe Deep Forest, a passé une partie de sa jeunesse à Aniche.
- Valérie Bonneton (1970- ), comédienne, ex-compagne de François Cluzet, a été scolarisée au collège d'Aniche[72].

- Pascal Françaix (1971- ) , écrivain, auteur de romans fantastiques[pourquoi ?].
- Karim Chakim (1976- ), boxeur français évoluant en catégorie poids super-plumes, a débuté en 1991 au Ring Charles Humez Anichois. Sous les couleurs du BC Wasquehal, il remporte la Coupe de la ligue (2004), le championnat Intercontinental IBF (2006), le championnat de France à six reprises (2007 à 2010) et le championnat de l'Union européenne EBU-BU (2010).
- Maud Gobert (1977- ), traileuse française qui a remporté les championnats du monde de trail 2011, le Festival des Templiers en 2009 et 2011, ainsi que le trail du Colorado, à La Réunion en 2014, trois fois championne de France de trail, a vécu à Aniche.
- Audrey Françaix (1980- ), autrice de livres pour la jeunesse, romancière, scénariste de jeux vidéo et éditrice, y est née.

### Héraldique
| Blason de Aniche | Blason  | D'hermine à la croix de gueules, chargée de cinq roses d'or |
| Blason de Aniche | Détails | D'autres communes possèdent le même blason : entre autres, Bugnicourt et Rieulay qui devaient être rattachées à l'abbaye de Cysoing. Au lendemain de la Première Guerre mondiale, les municipalités ont créé un blason avec des armes symboliques : pic de mineur, pelle de verrier et « canon » de verre ; les autorités préfectorales ont demandé leur abrogation ; elles continuent d'être utilisées notamment par un pâtissier local. Le statut officiel du blason reste à déterminer. |

### Folklore
Aniche compte plusieurs géants : Kopierre, Bernard le pompier, Jean le Grand, Fidéline et Wadeck. Tiot Kopierre a en revanche disparu.

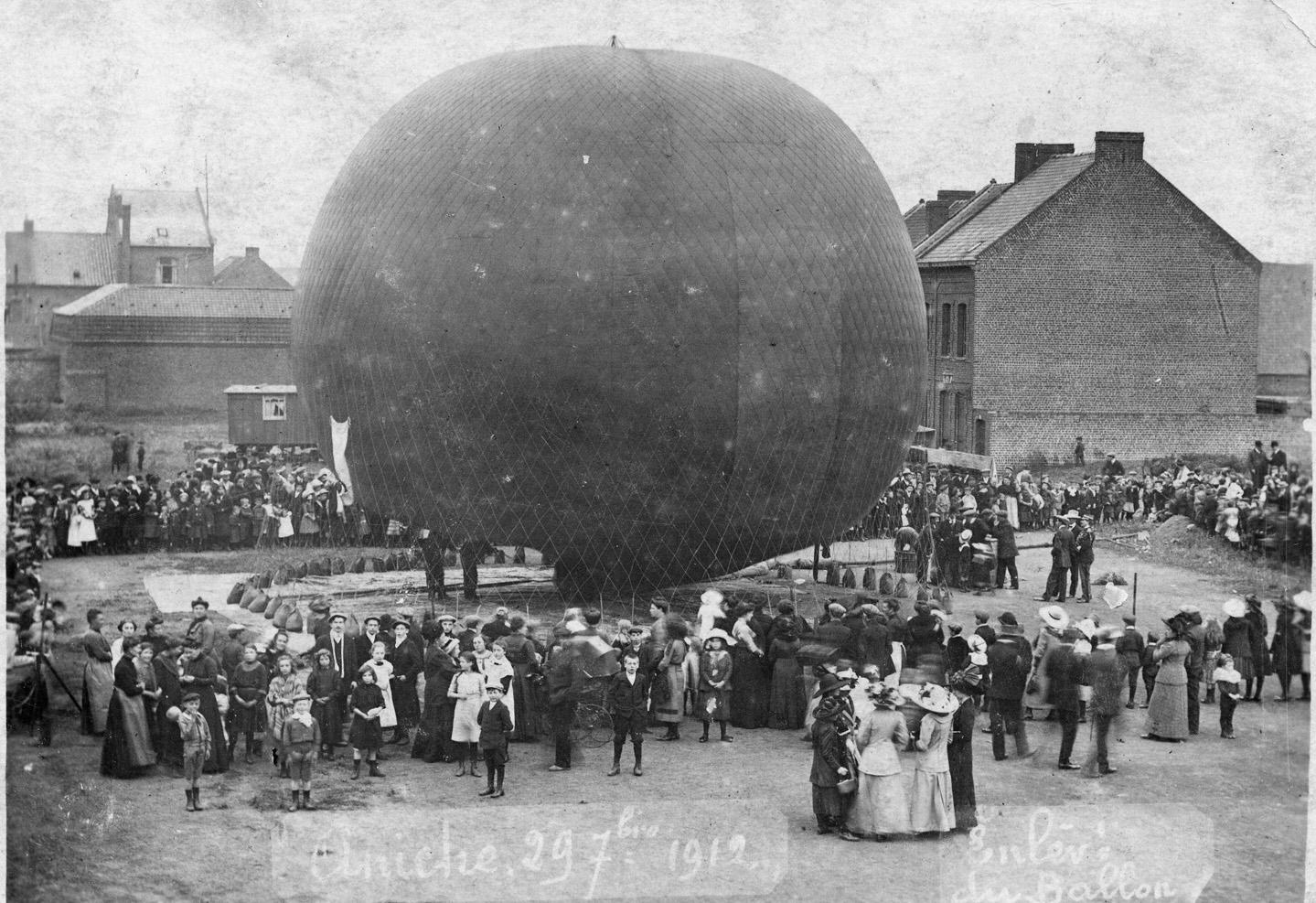
Fête des verriers Saint-Laurent le 29 juillet 1912.

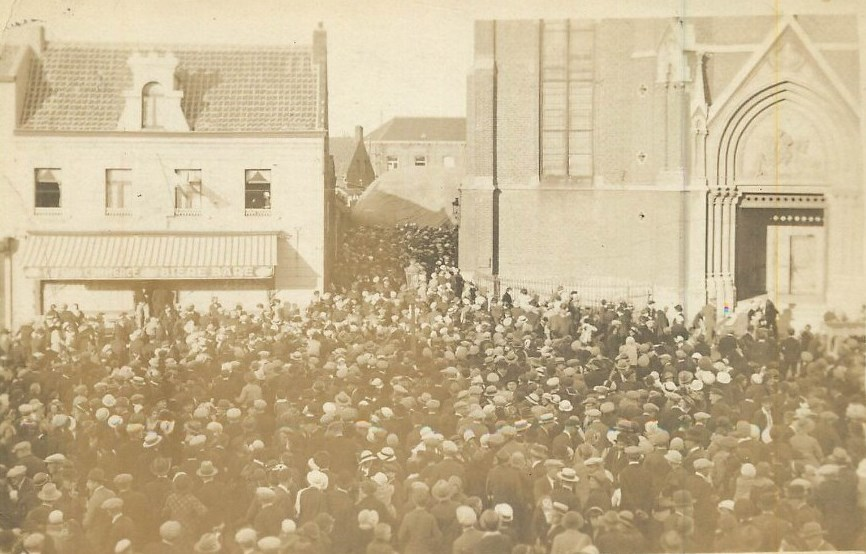
Tombée du ballon lors de la fête de la Saint-Laurent à Aniche.

À Aniche, la fête de Saint-Laurent est marquée par 21 coups de canon le matin à 8 heures. Elle existe depuis 1870 et sans discontinuité depuis 1946, puis un grand prix cycliste et l'envol d'une montgolfière depuis 1910 en fin d'après-midi.

### Aniche dans les arts et la culture

#### Filmographie
- 2016 : Wesh Gros (documentaire, trilogie) du réalisateur Antoine Page. Les différentes parties sont projetées en avant-première en 2017 à L'Idéal Cinéma-Jacques Tati[76]
- 2018 :  On n'est pas encore mort de la  réalisatrice et scénariste Camille Gallard projeté en avant-première le 3 février 2018 à L'Idéal Cinéma Jacques-Tati[77],[78]

## Pour approfondir